# سید ابراهیم رئیسی
سید ابراهیم رئیس‌الساداتی (۲۳ آذر ۱۳۳۹ – ۳۰ اردیبهشت ۱۴۰۳) مشهور به سید ابراهیم رئیسی، سیاستمدار اصولگرا، روحانی شیعه و دادستان ایرانی بود که از ۱۴۰۰ تا هنگام مرگش در ۱۴۰۳ به‌عنوان هشتمین رئیس‌جمهور ایران فعالیت می‌کرد. او عضو جامعه روحانیت مبارز و نماینده و نایب‌رئیس اول مجلس خبرگان رهبری بود.
رئیسی پس از گذراندن تحصیلات دورهٔ ابتدایی، دروس حوزوی را نخست در مشهد و از سال ۱۳۵۴ در قم ادامه داد. او مدّت کوتاهی پس از انقلاب ۱۳۵۷، فعالیت قضایی خود را در ۲۰ سالگی به عنوان دادستان در کرج آغاز کرد و سپس دادستانی همدان را نیز به‌طور هم‌زمان برعهده گرفت. او در سال ۱۳۶۴ به تهران منتقل شد و جانشین دادستان تهران شد. رئیسی در جریان اعدام‌های دسته‌جمعی زندانیان سیاسی در تابستان ۱۳۶۷، یکی از اعضای هیئت رسیدگی به وضعیت زندانیان سیاسی (معروف به «هیئت مرگ») بود و به همین خاطر به «قصاب تهران» مشهور شد. با آغاز رهبری سید علی خامنه‌ای در سال ۱۳۶۸، رئیسی با حکم محمد یزدی رئیس وقت قوه قضائیه، به عنوان دادستان تهران منصوب شد. او در سال ۱۳۷۳ به عنوان رئیس سازمان بازرسی کل کشور منصوب شد و تا سال ۱۳۸۳ در این سمت بود. او از سال ۱۳۸۳ تا ۱۳۹۳، معاون اول قوه قضائیه، و در سال‌های ۱۳۹۳ تا ۱۳۹۴ دادستان کل کشور بود. در اسفند ۱۳۹۴، رئیسی با حکم خامنه‌ای به تولیت آستان قدس رضوی منصوب شد. همچنین، او در سال ۱۳۹۶ با حکم خامنه‌ای به مدت پنج سال به عضویت در مجمع تشخیص مصلحت نظام منصوب شد. او در سال ۱۳۹۷ از سوی خامنه‌ای به عنوان رئیس قوه قضائیه منصوب شد و پس از انتخابات ریاست‌جمهوری ۱۴۰۰ از این سمت استعفا داد.
رئیسی از سال ۱۳۹۱ تا ۱۴۰۰، دادستان دادگاه ویژه روحانیت، از سال ۱۳۸۵، نماینده خراسان جنوبی و از سال ۱۳۸۷ به‌طور پیوسته عضو هیئت رئیسه مجلس خبرگان رهبری و از سال ۱۳۷۶، عضو شورای مرکزی جامعه روحانیت مبارز بود. او پیش از تولیت آستان قدس، تولیت امامزاده صالح را بر عهده داشت. رئیسی در انتخابات ریاست جمهوری ۱۳۹۶، نامزد اصلی اصول‌گرایان بود و با کسب ۳۸٬۳٪ آرا، در برابر ۵۷٪ حسن روحانی شکست خورد؛ اما در انتخابات ریاست‌جمهوری ۱۴۰۰، ۶۲٫۱۷٪ آرا را به خود اختصاص داد و به عنوان رئیس‌جمهور منتخب برگزیده شد. دوران ریاست‌جمهوری او با اعتراضات گسترده‌ای همراه بود که باعث تنش در روابط خارجی ایران، تحریم‌های جدیدتر و توقف مذاکرات برجام شد. با این حال معترضان در تظاهرات اهمیت زیادی به او ندادند و شعارها مستقیماً خامنه‌ای را هدف قرار داد. همچنین در این دوره، ایران غنی‌سازی اورانیوم را تشدید کرد و مانع بازرسی‌های بین‌المللی شد، به سازمان همکاری شانگهای و بریکس پیوست و از روسیه در حمله به اوکراین حمایت کرد. رئیسی در اردیبهشت ۱۴۰۳ بر اثر سقوط بالگرد در آذربایجان شرقی کشته شد.
رئیسی گاهی «یک تندروی محافظه‌کار» توصیف می‌شد. او از سوی ایالات متحده آمریکا به دلیل نقض حقوق بشر تحریم و توسط سازمان‌های بین‌المللی حقوق بشر و گزارشگران ویژه سازمان ملل متحد به جنایت علیه بشریت متهم شد. سازمان عفو بین‌الملل در واکنش به رئیس‌جمهوری او، اعلام کرد که رئیسی باید به خاطر «جرائم بین‌المللی» تحت تعقیب کیفری قرار گیرد.
رئیسی در تاریخ ۳۰ اردیبهشت ۱۴۰۳ در سقوط بالگرد در راه بازگشت از آذربایجان کشته شد. مرگ رئیسی با واکنش‌های متفاوتی در میان مردم ایران مواجه شد؛ برخی عزاداری کردند و برخی دیگر خوشحال شدند. حدود یک سال پس از مرگ رئیسی، در رسانه‌های ایران گزارش شد که بخش‌هایی از بدن رئیسی هنوز در محل سقوط یافت می‌شود.

## اوایل زندگی و تحصیلات

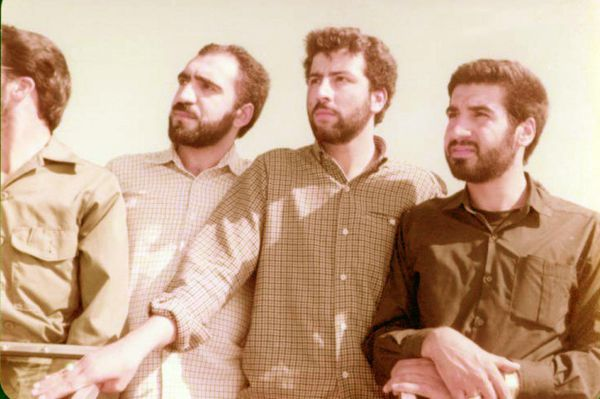
ابراهیم رییسی (نفر دوم از راست) در دوران جوانی در کنار احمد مروی (نفر سوم از راست)

سید ابراهیم رئیس‌الساداتی در ۲۳ آذر ۱۳۳۹ در محله نوغان شهر مشهد به دنیا آمد. پس از مرگ او، مادرش و نیز یک برادر و یک خواهرش در رسانه‌ها حضور یافتند. به گفته رئیس ستاد انتخابات رئیسی در سیستان و بلوچستان، پدر رئیسی اهل دشتک زابل از منطقه سیستان بود. وی در پنج سالگی پدر خود را از دست داد. به گفتهٔ وبگاهش، نسبت رئیسی از پدر و مادر به زید بن علی می‌رسید.
رئیسی در مدرسه ابتدایی جوادیه شرکت کرد و تحصیل در علوم حوزوی را در مدرسه نواب و سپس در مدرسه علمیه آیت‌الله موسوی نژاد آغاز کرد. رئیسی در سال ۱۳۵۴ وارد حوزه علمیه قم و مدرسه علمیه آیت‌الله بروجردی شد و زمانی هم در مدرسه‌ای با مدیریت سید مرتضی پسندیده تحصیل کرد. او تحصیلات حوزوی خود را تا سطح چهار فقه و اصول در مدرسهٔ حقانی ادامه داد. علی مشکینی، حسین نوری همدانی، محمد فاضل لنکرانی، ابوالقاسم خزعلی، فاضل هرندی، ستوده، مروی خراسانی، مجتبی تهرانی، مرعشی، سید محمود هاشمی شاهرودی و مرتضی مطهری از جمله استادان وی بوده‌اند.
رئیسی در سال ۱۳۸۰ در کنکور دکتری مدرسه عالی شهید مطهری پذیرفته شد و در سال ۱۳۹۲ (پس از ۱۲ سال) مدرک دکتری فقه و حقوق خصوصی را از مدرسه عالی شهید مطهری اخذ کرد. محسن مهرعلیزاده در مناظرات انتخابات ریاست جمهوری ۱۴۰۰ مدعی شد که تحصیلات رئیسی تنها شش کلاس است و با این تحصیلات نمی‌تواند کشور را اداره کند. پس از این گفته، رسانه‌های خبری تصویر مدرک دکتری او را منتشر کردند. اما برخی نیز اخذ این مدرک را برخلاف قانون ممنوعیت ادامه تحصیل کارگزاران کشور دانستند و به آن انتقاداتی وارد کردند. اینکه وی در زمان اخذ مدرک دکتری، در منصب معاون اولی قوه قضائیه اشتغال به کار داشته و بنابر ضمانت اجرایی این قانون، باید از یک تا سه سال انفصال از خدمت پیدا کند؛ از جمله این انتقادات بوده است. برخی نظیر رئیس مرکز مشاوران قوه قضائیه مدعی شده‌اند که رئیسی در خارج از ساعات اداری و در روزهای غیراداری و احیاناً با استفاده از مرخصی ساعتی و روزانه، به تحصیل پرداخته؛ بنابراین اخذ مدرک وی فاقد اشکال قانونی بوده است. این در حالی است که «عدم اشتغال به کار در خارج از دانشگاه»، یکی از پنج شروط عمومی پذیرش و «تعهد کتبی مبنی بر تحصیل تمام وقت در دوره دکتری» یکی از شروط تحصیل در مقطع دکتری این دانشگاه است. وی همچنین دارای مدرک کارشناسی ارشد حقوق بین‌الملل خصوصی بوده است.

## مسئولیت‌های آغازین قضایی

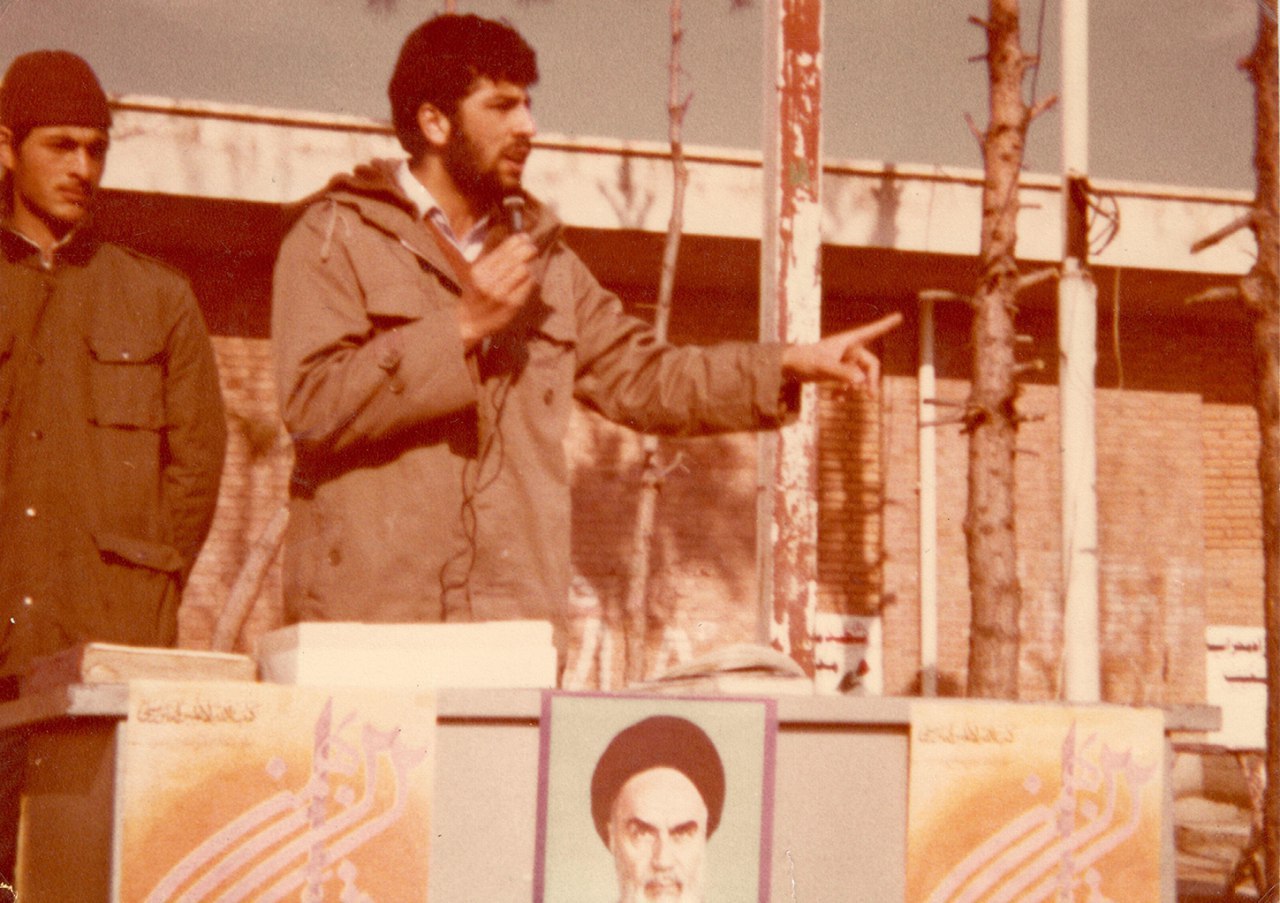
ابراهیم رئیسی (در لباس جنگ) در حال سخنرانی در دوران جنگ ایران و عراق

### آغاز به کار
در سال ۱۳۵۹ و در حالی‌که ۲۰ سال داشت، پس از چندماه که به عنوان دادیار در کرج فعالیت کرد با حکم علی قدوسی به عنوان دادستان کرج انتخاب شد. وی در تابستان ۱۳۶۱ با حفظ سمت به عنوان دادستان استان همدان نیز منصوب شد و به‌طور هم‌زمان در دو شهر به فعالیت پرداخت.

### معاونت سیاسی دادستان انقلاب تهران
رئیسی که بعد از برکناری اسدالله لاجوردی، در سمت «معاونت گروهکی» دادستان تهران، برخورد با گروه‌های سیاسی زندان را بعهده داشت، در سال ۱۳۶۴ به عنوان جانشین علی رازینی دادستان انقلاب تهران انتخاب شد. وی در سال ۱۳۶۷، مورد توجه سید روح‌الله خمینی قرار گرفت و احکام ویژه و مستقیمی برای رسیدگی به مشکلات قضایی در برخی استانها از جمله لرستان، کرمانشاه و سمنان را مستقل از ساختار قوه قضائیه، از او دریافت کرد. بعد از آن هم خمینی چندین پرونده را برای تصمیم قضایی به او و حسینعلی نیری محول کرد.

#### پرونده انفجار ۸ شهریور
به پرونده انفجار نخست‌وزیری در ۸ شهریور ۱۳۶۰، در سه مرحله رسیدگی شد. مرحله سوم آن با رسیدن محمد موسوی خوئینی‌ها از اعضای جناح چپ به دادستانی کل کشور در تیر ۱۳۶۴ شروع شد. او تصمیم گرفت با سپردن این پرونده ناتمام به جناح راست تکلیف آن را روشن کند. مسئولیت رسیدگی به ابراهیم رئیسی معاون سیاسی دادسرای انقلاب تهران داده شد که او نیز مسئولیت بازجویی‌ها را به شعبه ۷ دادسرای انقلاب به ریاست اسدالله لاجوردی واگذار کرد. در این رسیدگی شماری از اعضای جناح چپ چون خسرو تهرانی مسئول سابق اطلاعات نخست‌وزیری دستگیرشده و با آنان بدرفتاری شد و سعی بر بازداشت بهزاد نبوی سخنگوی دولت محمدعلی رجایی نیز شد. به گفته بی‌بی‌سی، در این مرحله خمینی، ابراهیم رئیسی، دادستان کل محمد موسوی خوئینی‌ها و رئیس دیوان عالی کشور عبدالکریم موسوی اردبیلی را احضار کرد و دستور داد پرونده مختومه شود. او در خصوص خسرو تهرانی و بهزاد نبوی گفت: «من از همان اول می‌دانستم که یک دستی در کار است که می‌خواهد این افراد را بدنام کند و کنار بزند. در نهایت فکر کردم آقایان به قضیه می‌رسند و خاتمه می‌دهند ولیکن الان احساس می‌کنم که باز قضایا به جاهای دیگر کشیده می‌شود.» نتیجتاً زندانیان این پرونده در ۷ خرداد ۱۳۶۵ آزاد شدند.

#### نقض حقوق بشر، عضویت در هیئت رسیدگی به وضعیت زندانیان سیاسی
سید ابراهیم رئیسی به عنوان جانشین وقت دادستان تهران در اعدام زندانیان سیاسی در استان تهران در سال ۱۳۶۷ مسئول است. او در سال ۱۳۶۷ عضو کمیته‌ای رسیدگی به وضعیت زندانیان سیاسی بود، که مخالفان حکومت جمهوری اسلامی از آن به عنوان هیئت مرگ یاد می‌کنند. این کمیته پس از طرح چند سؤال در مورد عقاید سیاسی و مذهبی زندانیان، برای اعدام یا زنده ماندن آن‌ها تصمیم می‌گرفت. حسینعلی منتظری از رئیسی (معاون وقت دادستان تهران) همراه با دیگر اعضا، مرتضی اشراقی (قاضی زندان اوین)، حسینعلی نیری (دادستان تهران)، و مصطفی پورمحمدی (نماینده وزارت اطلاعات) به عنوان دست‌اندرکاران اعدام زندانیان سیاسی (تابستان ۱۳۶۷) نام می‌برد که طی آن چند هزار تن زندانی که مشغول گذراندن احکام زندان خود بودند به اتهام باقی بودن بر سر مواضع خود بعد از عملیات مرصاد، اعدام شدند. نام دو نفر اول در فرمان روح‌الله خمینی آمده است. این گروه چهار نفره مسئول اعدام هزاران نفر از زندانیان سیاسی ایران می‌باشند. نام ابراهیم رئیسی در مرداد ۱۳۹۵ در فایل صوتی منتسب به حسینعلی منتظری در مورد اعدام‌های سال ۱۳۶۷ مطرح شد و علی مطهری نایب رئیس مجلس از ابراهیم رئیسی خواست در این باره توضیح دهد.
رئیسی حضور خود در این کمیسیون را تکذیب کرده است و گفته است افرادی حکم برایشان صادر شده بوده، منتهی حکم‌شان اجرا نشده بوده است و طبق دستور روح‌الله خمینی باید دیده می‌شد شرایط اجرای حکم را دارند. اما در اردیبهشت ۱۳۹۸ روح‌الله حسینیان، قائم مقام دادستان تهران در وزارت اطلاعات در دهه ۶۰، در گفتگویی با برنامه اینترنتی «رو در رو»، ضمن تأیید نقش ابراهیم رئیسی در اعدام زندانیان سیاسی در سال ۱۳۶۷، خواستار تقدیر از وی شد. روح‌الله حسینیان، رئیس مرکز اسناد انقلاب اسلامی در بخشی از این مصاحبه گفت: «آقای رییسی کسی است که در دهه ۶۰ با برخورد با منافقین امنیت کشور را تأمین کرد، به جای اینکه از ایشان تقدیر شود برخی در انتخابات آن حرف‌ها را علیه ایشان مطرح کردند و آقای روحانی برای تخریب رقیب، از همین حربه استفاده کرد و به جای تقدیر از آقای رییسی به خاطر برخورد با منافقین، آن تهمت‌ها را علیه ایشان زد.»
مسعود رضایی و عباس سلیمی نمین، از هواداران حکومت جمهوری اسلامی، در کتاب پاسداشت حقیقت مدعی شدند که مقامات جمهوری اسلامی این افراد را به دلیل مشارکت در ترورهای سازمان مجاهدین خلق، مشارکت در حمله نظامی مجاهدین خلق به ایران در عملیات مرصاد یا استمرار حمایت از سازمان بعد از عملیات مرصاد اعدام کردند؛ ولی به گفته برخی از زندانیان سابق که عضو سازمان مجاهدین خلق بودند، کشتار زندانیان عقیدتی و سیاسی (چه آنانی که حکمشان پایان یافته بود یا نیافته بود)، از مدت‌ها پیش (از عملیات مرصاد)، برنامه‌ریزی شده بود؛ افزون بر اینکه زندانیانِ اعدام شده، فقط جزو سازمان مجاهدین خلق ایران نبودند؛ بلکه از گروه‌های چپ و غیر مسلمان (نظیر کمونیست‌ها) هم بودند. در برخی منابع، از این اعدام‌ها به عنوان یک نسل‌کشی یاد شده است.

#### واکنش‌ها
- به نوشته گزارشگران بدون مرز وی به دلیل جنایت علیه بشریت تحریم شده است.[۲۶]
- روز شنبه ۲۹ خرداد ۱۴۰۰ سازمان عفو بین‌الملل در واکنش به اعلام رئیس‌جمهوری ابراهیم رئیسی در بیانیه‌ای با اشاره به اعدام هزاران زندانی در تابستان سال ۶۷، اعلام کرد، ابراهیم رئیسی، باید «به خاطر جرائم بین‌المللی» تحت تعقیب کیفری قرار گیرد. این بیانیه تأکید می‌کند که رئیس‌جمهوری ابراهیم رئیسی «نمودی فجیع از قصور جامعه بین‌المللی در رسیدگی به بحران مصونیت ساختاری در ایران است».[۲۸][۲۹]
- روز دوشنبه ۷ تیر ۱۴۰۰ جاوید رحمان، گزارشگر ویژه حقوق بشر سازمان ملل متحد در امور ایران در مورد اعدام هزاران زندانی سیاسی در سال ۱۳۶۷ به دستور مقام‌های جمهوری اسلامی و نقش ابراهیم رئیسی در این کشتار جمعی خواستار تحقیق مستقل شد.[۸۲][۸۳]
- روز پنجشنبه ۱۰ تیر ۱۴۰۰ سازمان گزارشگران بدون مرز از درخواست جاوید رحمان، گزارشگر ویژه سازمان ملل برای تحقیقات مستقل در مورد نقش ابراهیم رئیسی در اعدام‌های سال ۱۳۶۷حمایت کرد.[۸۴][۸۵]
- ۱۶ ژوئیه ۲۰۲۱، ۱۷ سناتور جمهوری‌خواه آمریکایی به رهبری تد کروز، سناتور ایالت تگزاس، طرحی را به مجلس سنا جهت اعمال تحریم علیه علی خامنه‌ای و ابراهیم رئیسی ارائه کردند. تد کروز دربارهٔ این تحریم‌ها گفت: «رئیسی قصاب ده‌ها هزار ایرانی بی‌گناه است. هر دو باید تحت تحریم‌های آمریکا قرار بگیرند.»[۸۶][۸۷]
- مایک پنس: «ابراهیم رئیسی باید توسط مردم ایران از قدرت کنار گذاشته شود و باید به جرم جنایت علیه بشریت و نسل‌کشی محاکمه شود».[۸۸]

## مناصب بلندپایه قضایی
بعد از درگذشت روح‌الله خمینی و آغاز رهبری سید علی خامنه‌ای، رئیسی با حکم محمد یزدی رئیس وقت قوه قضائیه، به سمت دادستان انقلاب تهران گماشته شد و از سال ۱۳۶۸ تا ۱۳۷۳ به مدت پنج سال این مسئولیت را برعهده داشت. پس از آن و از سال ۱۳۷۳ به ریاست سازمان بازرسی کل کشور گمارده شد و این سمت را تا سال ۱۳۸۳ عهده‌دار بود.

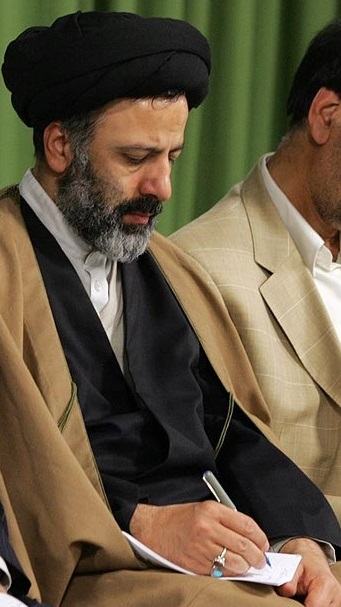
رئیسی در ۱۳۸۵

رئیسی از سال ۱۳۸۳ تا سال ۱۳۹۳، به مدت ۱۰ سال معاون اول قوه قضائیه و از سال ۱۳۹۳ تا ۱۳۹۴ نیز دادستان کل کشور بود. همچنین وی از سال ۱۳۹۱ تا ۱۴۰۰ با حکم سید علی خامنه‌ای به عنوان دادستان دادگاه ویژه روحانیت فعالیت می‌کرد. او از حامیان احیای پلیس قضایی بود.

#### سایر سمت‌ها
رئیسی با حکم سید علی خامنه‌ای به مدت ده سال، عضو هیئت امنای ستاد اجرایی فرمان امام بود. وی از سوی محمود احمدی‌نژاد به عنوان یکی از گزینه‌های پیشنهادی تصدی وزارتخانه‌های اطلاعات و دادگستری در مرداد ۱۳۸۴ به کمیسیون‌های مجلس شورای اسلامی معرفی شده بود. وی عضو هیئت عالی گزینش کشور، و مؤسس «حوزه علمیه فاطمه الزهرا» در تهران نیز بوده است. او همچنین نخستین دبیر ستاد احیای امر به معروف و نهی از منکر در کشور بوده است. از دیگر مسئولیت‌های اجرایی و نظارتی وی، عضویت در «شورای عالی فضای مجازی»، «شورای پول و اعتبار» و «ستاد مبارزه با مفاسد اقتصادی» است.

#### وقایع پس از انتخابات سال ۱۳۸۸
در پی ادعای مهدی کروبی مبنی بر آزار جنسی معترضان بازداشت‌شده به نتایج دهمین دوره انتخابات ریاست‌جمهوری ایران در بازداشتگاه کهریزک، رئیسی به عنوان یکی از اعضای هیئت سه‌نفره ویژه بررسی موضوع آزار جنسی از سوی رئیس وقت قوه قضاییه انتخاب شد. هیئت ویژه در ۱۲ سپتامبر ۲۰۰۹، با رد اتهامات مهدی کروبی، پیشنهاد داد که با افرادی که با نشر اکاذیب و ایراد تهمت و افتراء موجب تشویش اذهان عمومی و باعث هتک حیثیت و اعتبار نظام شده‌اند، برخورد قاطع صورت گیرد.
ابراهیم رئیسی مسئله بازداشتگاه کهریزک را «حاشیه‌ای» دانست و گفت متن اصلی ظلم بزرگ به نظام اسلامی است. در ۳۱ دسامبر ۲۰۱۰، رئیسی، معاون قوه قضاییه ایران از قصد این قوه برای محاکمه رهبران مخالف دولت سخن گفت. او با متهم کردن مهدی کروبی و میرحسین موسوی از رهبران مخالفان دولت به ضربه زدن به ارزش‌های نظام، اعلام کرد که دستگاه قضا با قاطعیت، سران فتنه را محاکمه می‌کند. وی همچنین معتقد است که حصر سران جنبش سبز اقدامی قضایی نبوده و حصر خانگی به منظور تأمین امنیت خود آن‌ها است. در بهمن ۱۳۸۸ تقریباً یک هفته پس از اعدام دو نفر به اتهام شرکت در اعتراضات به نتایج انتخابات ریاست‌جمهوری دهم ایران، رئیسی، معاون اوّل قوه قضاییه، اعلام کرد که «۹ نفر دیگر نیز به زودی اعدام خواهند شد.» به گفتهٔ او، این افراد «با انگیزهٔ براندازی نظام در اغتشاشات حضور یافته‌اند.»
در مارس ۲۰۱۱ نام ابراهیم رئیسی در فهرست ۸۰ مقام ایرانی تحریم شده توسط اتحادیه اروپا قرار گرفت. او همچنین یکی از بدنام‌ترین مقامات قضایی ایران در مجامع بین‌المللی شد. این افراد شامل نیروهای پلیس و شبه‌نظامی، مسئولان زندان، دادستان‌ها، قضات و دیگر مقاماتی بود که در «نقض حقوق بشر و ادّعاهای مربوط به شکنجه و کشتن ناراضیان دست داشته‌اند.»

### دادستان دادگاه ویژه روحانیت
در سال ۱۳۹۱، رئیسی که معاون اول قوه قضائیه بود از سوی رهبر ایران سید علی خامنه‌ای با حفظ سمت به عنوان دادستان دادگاه ویژه روحانیت منصوب شد. رئیسی در این مقام، با محاکمه احمد منتظری به دلیل انتشار نوار صوتی پدرش حسینعلی منتظری به او حکم زندان داد که پس از یک روز بازداشت با میانجیگری مراجع تقلید متوقف شد.

## نمایندگی مجلس خبرگان
او در انتخابات دوره‌های چهارم، پنجم و ششم خبرگان رهبری از استان خراسان جنوبی نامزد و پیروز شد. در انتخابات دور چهارم (سال ۱۳۸۵) صلاحیت او در کنار محمدابراهیم ربانی و قربانعلی شهمیری مورد تأیید شورای نگهبان قرار گرفت و با ۶۸٫۶٪ آرا به عنوان نفر اول انتخاب و به مجلس خبرگان راه یافت. در انتخابات دور پنجم مجلس خبرگان رهبری (سال ۱۳۹۴)، او به همراه محمدابراهیم ربانی در خراسان جنوبی نامزد و در نهایت با کسب ۸۰٪ آرا پیروز شد. در انتخابات دور ششم مجلس خبرگان رهبری نیز (سال ۱۴۰۲)، او به همراه سید حسن روح‌بخش در خراسان جنوبی نامزد و در نهایت با کسب ۸۲٫۵۷٪ آرا پیروز شد. رئیسی ابتدا در اسفند سال ۱۳۸۷ به عنوان کارپرداز اداری و مالی و سپس نایب‌رئیس اول عضو هیئت رئیسه مجلس خبرگان بوده است. در انتخابات هیئت رئیسه اسفند ۱۳۹۷، رئیسی در رقابت با صادق لاریجانی با کسب ۴۲ رأی در برابر ۲۷ رأی لاریجانی به عنوان نایب‌رئیس اول مجلس خبرگان انتخاب شد. رئیسی در انتخابات هیئت رئیسه اسفند ۱۳۹۹، جای خود را به محمدعلی موحدی کرمانی داده و نایب‌رئیس دوم شد. در انتخابات هیئت رئیسه اسفند سال ۱۴۰۱، رئیسی جای خود را به سید هاشم حسینی بوشهری داده و دوباره نایب‌رئیس اول شد.
عضویت در کمیسیون‌های مجلس خبرگان:
- کمیسیون تحقیق موضوع اصل ۱۱۱ قانون اساسی[۱۱۳]
- کمیسیون اصل ۱۰۷ و ۱۰۹ قانون اساسی[۱۱۴]

## تولیت آستان قدس رضوی

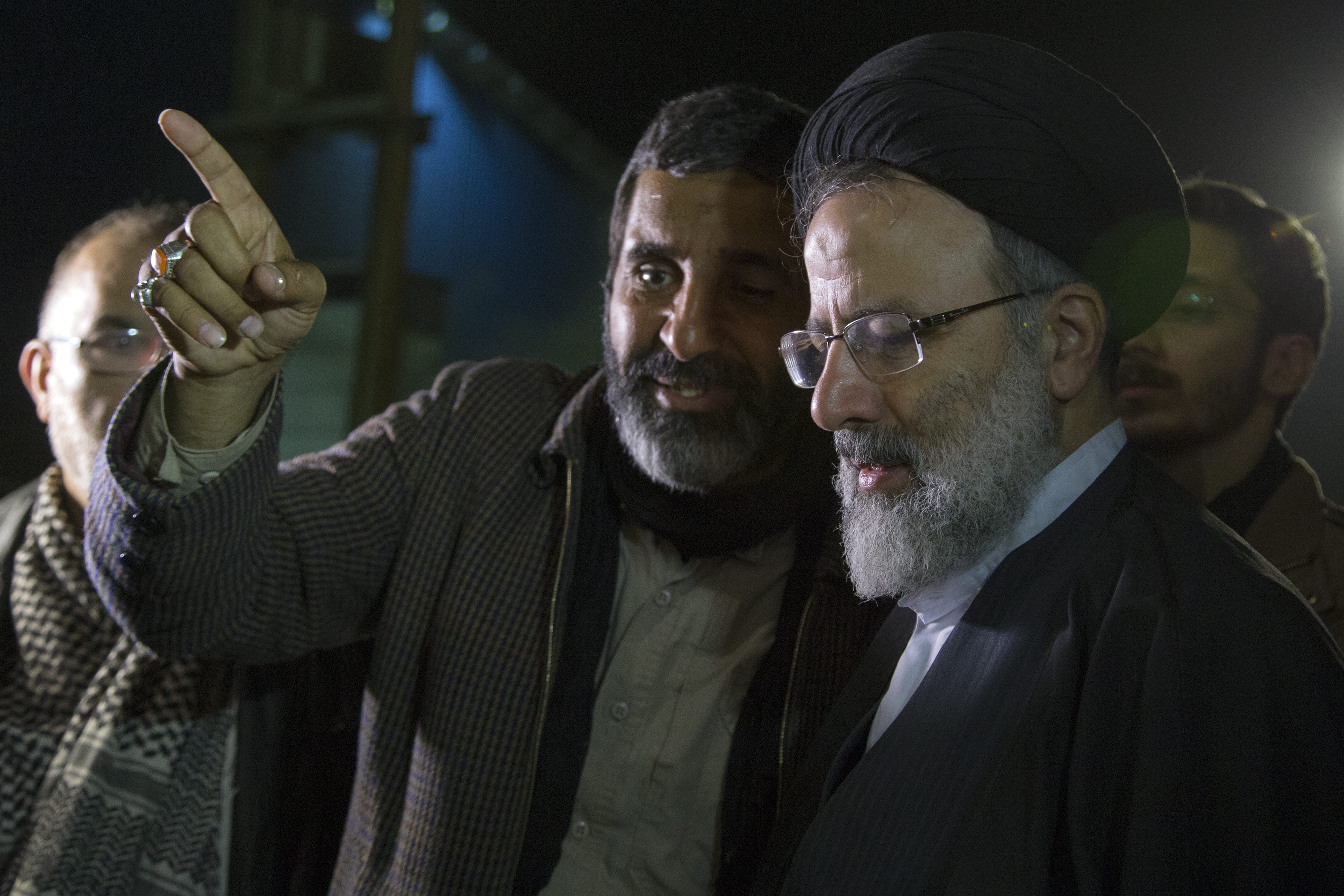
ابراهیم رئیسی در زمان ریاست آستان قدس در مرز مهران، به همراه حسین یکتا عضو شورای مرکزی قرارگاه عمار

وی در ۱۷ اسفند ۱۳۹۴ با حکم علی خامنه‌ای به سمت تولیت آستان قدس رضوی منصوب شد. او دومین نفر پس از عباس واعظ طبسی بود که در جمهوری اسلامی، تولیت آستان رضوی را برعهده می‌گیرد. از جمله اقدامات وی در این مقام ساخت زائرسرا و زائرشهر، احداث مجتمع‌های جاده‌ای، احداث محل اسکان شبانهٔ زائران، راه‌اندازی بنیاد کرامت و فعالیت‌های اقتصادی بود. رئیسی سه سال در این منصب حضور داشت و سپس به ریاست قوه قضائیه منصوب شد.

### اقدامات و عملکرد
ابراهیم رئیسی از اسفند ۱۳۹۴ تا فروردین ۱۳۹۸، تولیت آستان قدس رضوی را برعهده داشت. عملکرد او در این فاصلهٔ زمانی، بی‌شباهت به عملکرد او در جایگاه ریاست‌جمهوری نبود. سطحی‌نگری و نمایشی بودن کارها، ادّعای افزایش سودآوری، توقف فعالیت‌های عمرانی، سیاسی‌کاری و استفاده از منابع مالی و اعتباری آستان قدس برای تبلیغات انتخاباتی و البته فرافکنی و فرار رو به جلو در پاسخ به سؤالات و انتقادات، برآیند عملکرد رئیسی در آستان قدس رضوی در مشهد بود.
- بحث پرداخت مالیات از سوی آستان قدس رضوی، بارها مورد انتقاد مردم و رسانه‌ها قرار گرفت. منتقدان باور دارند که شرکت‌ها و مؤسسات اقتصادی وابسته به آستان قدس رضوی به‌دلیل استفاده از امکانات دولتی و بعضاً ارز ترجیحی، موظف به پرداخت مالیات هستند. به این ترتیب، انتقادها به عدم پرداخت مالیات به‌دلیل درآمدهای کلان آستان قدس از همین کارخانه‌ها، شرکت‌ها، مؤسسات وابسته و هلدینگ‌های کشاورزی و سودهای سرسام‌آور آستان قدس بود. با این حال، ابراهیم رئیسی در پاسخ به همهٔ این انتقادات می‌گفت: «از نذورات مردم مالیات نمی‌گیرند. ما ۱۰ برابر پولی رو که قراره مالیات بدیم، داریم به فقرا کمک می‌کنیم.»
- پخش کیسهٔ آرد و برنج رایگان از منابع آستان قدس در روستاها و پذیرایی‌های ویژه از زوار در زمان انتخابات و بسته‌های تبرک حاوی نبات و پارچهٔ سبز با عکس رئیسی، از اقدامات مورد اعتراض منتقدان او بود. برخی حتی با اشاره به ولخرجی و حاتم‌بخشی‌های ده‌ها میلیارد تومانی تبلیغات انتخاباتی از جیب آستان قدس، رئیسی را به استفادهٔ ابزاری و سیاسی از امام هشتم شیعیان متهم می‌کردند که البته وی منکر این اتهامات می‌شد.
- رئیسی بارها مدّعی شد که شرکت‌های زیان‌ده در آستان قدس را به سوددهی رسانده و راندمان کاری و سودآوری شرکت‌ها به‌دلیل حضور او بالا رفته است. هرچند که برای راستی‌آزمایی ادّعاهای او نمی‌توان به صورت‌های مالی آستان قدس که به هیچ ارگان حسابرسی پاسخگو نیست، دسترسی پیدا کرد، امّا افزایش بدهی آستان قدس به شبکهٔ بانکی و کاهش درآمدهای شرکت‌های وابسته، دقیقاً عکس ادّعاهای او را اثبات می‌کند.
- راه‌اندازی یگان حفاظت از اموال و اماکن آستان قدس، یکی از اقدامات رئیسی در آستان قدس رضوی بود؛ چراکه او معتقد بود اموال و اماکن موقوفه مورد دستبرد افراد شرور قرار می‌گیرند و در این میان نیاز به یک نیروی انتظامی مستقل وجود دارد، نیرویی که به سایر ارگان‌های نظامی کشور هم وابسته نباشد. در واقع به‌نوعی می‌توان گفت که ابراهیم رئیسی، نوعی ارتش یا نیروی مسلح خصوصی برای آستان قدس رضوی راه‌اندازی کرد.
- رئیسی برای غول اقتصادی مستقل و معاف از مالیات آستان قدس، راه‌اندازی یک تلویزیون خصوصی را هم آغاز کرد. شبکهٔ تلویزیونی «حرم رضوی» که به‌صورت مداوم، تصاویر صحن مقبرهٔ امام هشتم شیعیان را به‌صورت زنده به نمایش بگذارد. ایجاد مرکز خدمات جامع ارتباطات مردمی و راه‌اندازی سامانهٔ ملّی تلفن ۱۳۸ نیز از اقدامات او بود. وی قصد داشت یک بانک خصوصی هم برای آستان قدس تأسیس کند؛ با این هدف احتمالی که گردش‌های مالی شرکت‌های وابسته یا زیرمجموعهٔ آستان قدس رضوی نیز قابل رصد و بررسی نباشند. البته در نهایت موفق به تأسیس این بانک نشد، امّا تنها پنج ماه بعد از ورود به پاستور و تکیه بر صندلی ریاست‌جمهوری، با انتقاد از عدم همکاری دولت برای تأسیس این بانک گفت: «امروز زمینهٔ تأسیس بانک بدون ربا فراهم شده است.»[۱۱۹]

## ریاست قوه قضائیه

### انتخاب به ریاست

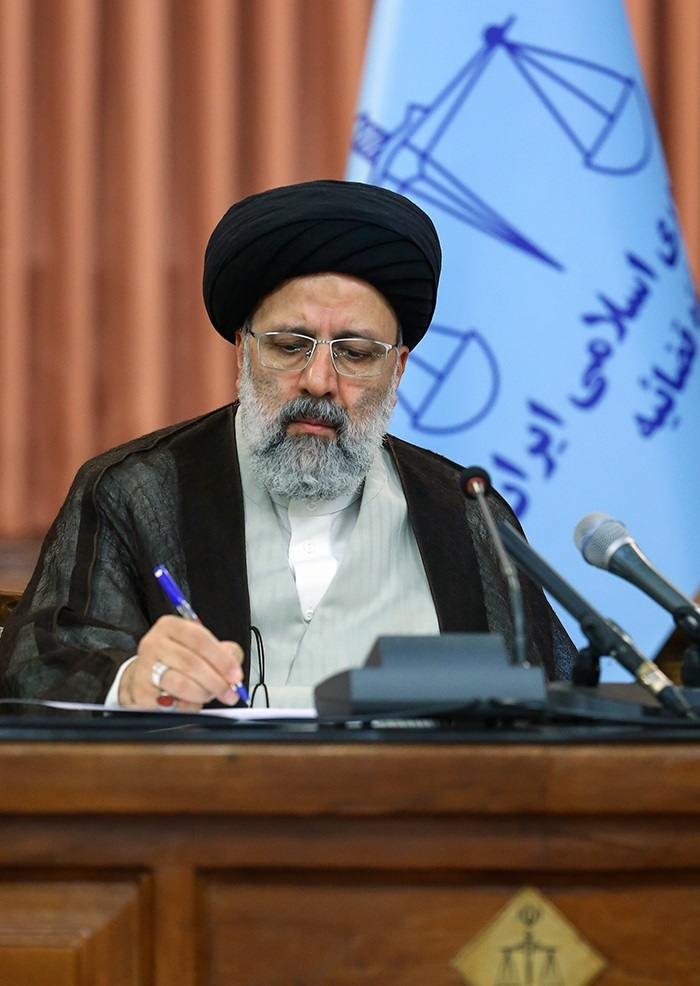
رئیسی در اسفند ۱۳۹۷

پس از فوت هاشمی شاهرودی و انتصاب آملی لاریجانی به سمت رئیس مجمع تشخیص مصلحت نظام خبرهایی مبنی بر جایگزینی سید ابراهیم رئیسی به سمت ریاست قوه قضائیه منتشر شد که این اخبار در ۲۷ بهمن ۱۳۹۷ توسط سخنگوی کمیسیون قضائی و حقوقی مجلس تأیید شد. حسن نوروزی در این رابطه گفت: سید ابراهیم رئیسی قرار است به جای آملی لاریجانی سکاندار قوه قضائیه شود. سید علی خامنه‌ای در ۱۶ اسفند ۱۳۹۷ طی حکمی رئیسی را رسماً به ریاست قوهٔ قضائیه منصوب کرد.
رئیسی برنامه‌های خود برای اداره قوه قضائیه را زیر عنوان سند تحول قضایی برای رهبر ایران ارسال کرده بود. در ارزیابی کارنامه رئیسی می‌توان به برگزاری دادگاه‌های علنی مبارزه با فساد اقتصادی و محاکمه اشخاص سرشناس، آقازاده‌ها و برخی مدیران و مسئولان، تلاش‌ها برای پاک‌سازی درونی قوه قضاییه از عناصر و قضات فاسد، تحرکات میدانی ریاست قوه قضاییه و سرکشی سرزده به واحدهای قضایی و زندان‌ها و نیز انجام سفرهای استانی، کاهش اطاله دادرسی، تأسیس مجتمع ویژه مبارزه با فساد اقتصادی، به رسمیت شناختن جرم سیاسی، اجرایی کردن برخی از قوانین بر زمین مانده، از جمله مواردی است که در دوره ریاست قوه قضاییه مورد توجه قرار گرفته است.
واکنش‌ها
- این انتصاب با استقبال شخصیت‌ها و گروه‌های گوناگون از جمله اصلاح‌طلبان در ایران همراه شد. از جمله سید مصطفی هاشمی‌طبا، محمود صادقی و چندی دیگر از نمایندگان مجلس، عیسی امینی، رئیس کانون وکلا و قاضی سراج، رئیس سازمان بازرسی کل کشور از شخصیت‌هایی بودند که انتصاب او را شایسته و امیدآفرین دانستند. گفته شده او با توجه به سابقه و تخصص خود در امر قضاء، مصمم به تقویت سازمان بازرسی کشور و مبارزه با فساد در قوه قضاییه و ایجاد رابطهٔ مثبت بین دستگاه قضا و نهادهای مدنی و مردم است.[۱۲۳]
- محمدرضا خباز، فعال اصلاح طلب با انتصاب ابراهیم رئیسی به ریاست قوه قضاییه اظهار داشت برای اولین بار در طول چهل ساله انقلاب فردی از بدنه این قوه به ریاست آن انتخاب شده است. همچنین سید مصطفی هاشمی‌طبا با انتقاد از اِعمال اقدامات سلیقه‌ای در دستگاه قضا در دهه هفتاد ابراز امیدواری کرد با مدیریت ابراهیم رئیسی، این قوه شاهد ثبات بیشتری باشد. محمود علیزاده طباطبایی، وکیل دادگستری و فعال اصلاح طلب، سه مزیت برای رئیسی قائل است که سومین آنها پاکدستی اوست که حتی دشمنانش بر آن صحه می‌گذارند و با توجه به اینکه یکی از مشکلات عمده جامعه فساد است، رئیسی در این رابطه می‌تواند نقش سازنده‌ای را ایفا کند.[۱۲۴]
- سارا لی ویتسون رئیس بخش خاورمیانه و شمال آفریقا در دیدبان حقوق بشر گفت: «روز ۷ مارس ۲۰۱۹ رهبر ایران علی خامنه‌ای، ابراهیم رئیسی را که یکی از چهار عضو هیئت دستور دهنده اعدام هزاران زندانی سیاسی در ۱۹۸۸ بوده، به عنوان رئیس قوه قضاییه منصوب کرد»... او افزود: «این بسیار آزار دهنده و صادقانه بگویم ترسناک است که ابراهیم رئیسی بر حسابرسی و قانون در ایران نظارت می‌کند»، «او باید به خاطر جنایات مورد تحقیق قرار بگیرد به جای اینکه او دیگران را مورد بازخواست قرار دهد.»[۱۲۵][۱۲۶][۱۲۷]

### عملکرد
رئیسی پس از رسیدن به ریاست قوه «مبارزه با فساد» را شعار خود قرار داد. قوه قضائیه در این دوره تمرکز زیادی بر پرونده‌های فساد کارکنان این قوه در دوره ریاست لاریجانی داشت. اکبر طبری معاون سابق رئیس قوه و قاضی منصوری از جمله افرادی بودند که در این دوره مورد پیگرد قضایی قرار گرفتند.

### تحریم وزارت خزانه‌داری ایالت متحده آمریکا
در ۱۳ آبان ۱۳۹۸ تحریم وزارت خزانه‌داری ایالت متحده آمریکا ۹ تن از افرادی را که از «نزدیکان سید علی خامنه‌ای» نامید، از جمله سید ابراهیم رئیسی را تحریم کرد. طبق بیانیه وزارت خزانه‌داری این افراد در «سرکوب‌های داخل و خارج از ایران» نقش داشته‌اند. در این بیانیه در مورد رئیسی آمده که او از چهره‌های مورد علاقه سید علی خامنه‌ای است و نام او با «نقض حقوق بشر» گره خورده است. عضویت ابراهیم رئیسی در «هیئت قضایی اعدام‌های سال ۶۷» و ادامه «مجازات‌های سنگدلانه»، «بازداشت‌های غیرقانونی»، «شکنجه و بدرفتاری» با متهمان در دستگاه قضائی تحت هدایت وی، از جمله موارد دیگری است که در این بیانیه به آن شاره شده است.

#### شکایت گروهی
در شهریور ۱۴۰۱ حمید بابایی، کایلی مور گیلبرت و مهدی حاجتی در یک دادخواست ۳ نفره از ابراهیم رئیسی به‌دلیل نقش او به عنوان رئیس قوه قضائیه در به زندان افتادن و شکنجه آنان به دادگاه ناحیه‌ای ایالات متحده آمریکا برای ناحیه جنوبی نیویورک شکایت کردند. این شکایت بر پایه قانون قربانیان شکنجه تنظیم شد.

## انتخابات ریاست‌جمهوری

### انتخابات ۱۳۹۶

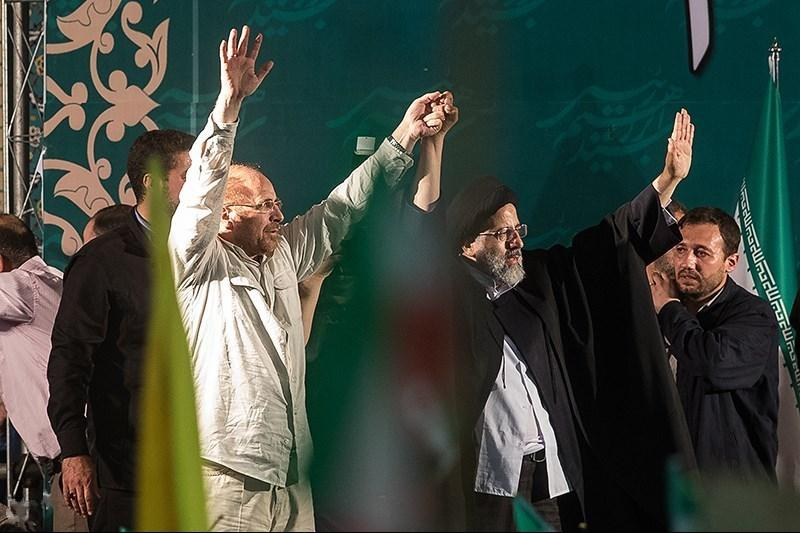
رئیسی و قالیباف در انتخابات ۱۳۹۶

از رئیسی به عنوان گزینهٔ احتمالی جریان راست برای شرکت در انتخابات نام برده می‌شد؛ جبهه مردمی نیروهای انقلاب اسلامی (جمنا) و جبهه پایداری انقلاب اسلامی از او برای شرکت در دوازدهمین دوره انتخابات ریاست جمهوری ایران دعوت کردند. در روز ۱۷ فروردین ۱۳۹۶، او برای کاندیداتوری انتخابات ریاست جمهوری اعلام آمادگی کرد. و در ۲۵ فروردین ۱۳۹۶ با حضور در وزارت کشور جمهوری اسلامی ایران به عنوان نامزد دوازدهمین دوره انتخابات ریاست جمهوری ایران ثبت‌نام کرد و در ۳۱ فروردین ۱۳۹۶ صلاحیت او نزد شورای نگهبان احراز شد
نصرالله شاه آبادی مجتهد شیعه طی نامه‌ای از ابراهیم رئیسی خواست از ساحت علی بن موسی الرضا عذر خواهی کرده و از رقابت‌ها انصراف دهد. به عقیده شاه آبادی، ابراهیم رئیسی شخصی است که حاضر شد مسند تولیت آستان قدس رضوی و خدمت به علی بن موسی الرضا که سیادت عالم در آن مسند هست را برای شرکت در رقابت‌های انتخاباتی ریاست جمهوری ترک کند.

میزان رأی رئیسی در سطح کشور در انتخابات ۱۳۹۶

رئیسی در پاسخ استدلال کرد که با این که «بهترین شغل یعنی خادمی علی‌بن موسی الرضا و زوار بزرگوارش» را دارد و هیچ کاری برایش از این بالاتر و شیرین‌تر نیست؛ اما وضعیت نامطلوب مدیریت جامعه وظیفهٔ جدیدی برای حضور در انتخابات ایجاب می‌کرد.
در هفته منتهی به انتخابات، محمدباقر قالیباف شهردار تهران و از دیگر نامزدهای انتخابات به نفع رئیسی کناره‌گیری کرد. در نهایت در انتخابات ریاست جمهوری ایران که در ۲۹ اردیبهشت ۹۶ برگزار شد، رئیسی با کسب ۱۵٬۷۸۶٬۴۴۹ رای و ۳۸٫۳۰٪ آرا نفر دوم شد و حسن روحانی با کسب ۲۳٬۵۴۹٬۶۱۶ رای و ۵۷٫۱۳٪ آرا پیروز انتخابات شد. این بالاترین رأی برای رقیب رئیس‌جمهور مستقر در انتخابات ریاست‌جمهوری ایران است. پیش از این بالاترین میزان متعلق به میرحسین موسوی در انتخابات ریاست‌جمهوری ۱۳۸۸ بود با ۱۳ میلیون رأی و ۳۳٪ رأی‌ها (اختلاف ۳۰٪ با رئیس‌جمهور برگزیده).
ابراهیم رئیسی در آخرین روز از تبلیغات انتخابات ریاست جمهوری سال ۱۳۹۶ یعنی در ۲۷ اردیبهشت ۱۳۹۶، با امیرحسین مقصودلو، مشهور به امیر تتلو دیدار و گفتگو کرد. در پی این دیدار، تتلو حمایت خود را از رئیسی در انتخابات ریاست جمهوری سال ۱۳۹۶ اعلام کرد؛ که باعث بروز مناقشاتی در رسانه‌ها شد.

### انتخابات ۱۴۰۰

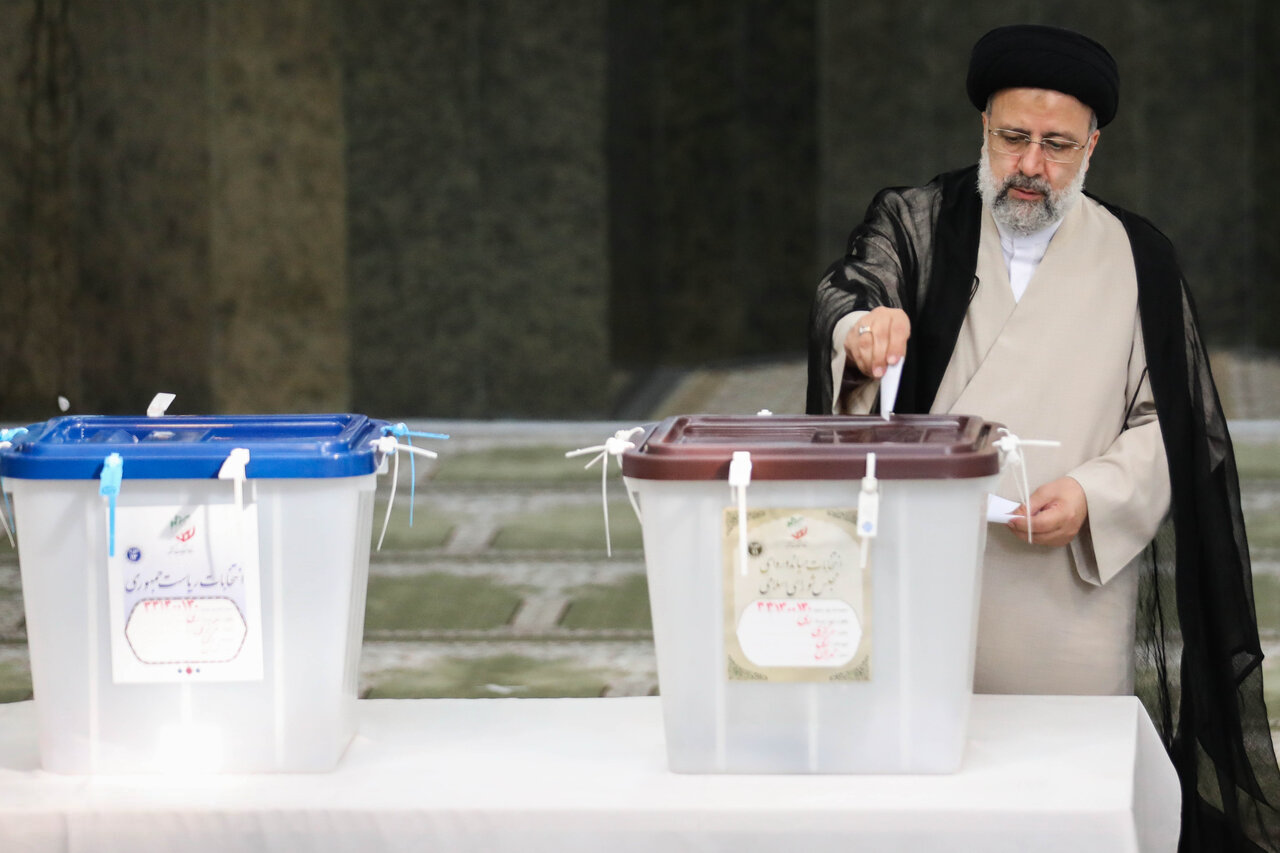
رئیسی در مسجد ارشاد در هنگام رأی‌گیری انتخابات ۱۴۰۰

سید ابراهیم رئیسی در سیزدهمین انتخابات ریاست‌جمهوری شرکت کرد و به همراه چند نامزد اصول‌گرای دیگر تأیید صلاحیت شد. شورای ائتلاف نیروهای انقلاب اسلامی، جبههٔ پایداری انقلاب اسلامی، شورای وحدت نیروهای انقلاب اسلامی (شورای وحدت اصول‌گرایان)، ائتلاف وحدت ملی رسماً از وی حمایت کردند. پیش‌بینی می‌شد که او پیشاپیش پیروز انتخابات است. عبدالحمید اسماعیل‌زهی امام‌جمعه اهل‌سنت زاهدان حمایت خود را از رئیسی در انتخابات ۱۴۰۰ اعلام کرد.
به گزارش صدای آمریکا، پیش از برگزاری انتخابات ریاست‌جمهوری ۱۴۰۰، سازمان اطلاعات سپاه پاسداران انقلاب اسلامی با شماری از فعالان رسانه‌ای تماس گرفته و از آن‌ها خواسته است که مطلبی در نقد ابراهیم رئیسی — که از اعضای «هیئت مرگ» در قتل‌عام ۱۳۶۷ بود — منتشر نکنند؛ وگرنه، برایشان مشکل‌ساز خواهد شد. به گزارش دویچه‌وله تهدیدها از روز ۲۵ اردیبهشت همان روز ثبت نام رئیسی برای کاندیداتوری در انتخابات شروع شده است. سه روز پیش از رای‌گیری، علیرضا زاکانی و سعید جلیلی از انتخابات انصراف دادند و از رئیسی حمایت کردند.
سید مصطفی محقق داماد و محمد درویش‌زاده در مقاله‌ای با عنوان «حقوق را جدی بگیریم (جای خالی قانون «مدیریت تعارض منافع» در انتخابات ریاست جمهوری سیزدهم)» اثبات کردند که سید ابراهیم رئیسی در این انتخابات چندین بار قاعده تعارض منافع را، که مستند قرآنی، روایی، فقهی دارد؛ نقض کرده است. این موارد عبارتند از:
1. نقض این قواعد از سوی سید ابراهیم رئیسی از آن جهت که احراز صلاحیت وی با مشارکت سه نفر از اعضای حقوقدان شورای نگهبان انجام شده که قبلاً توسط وی انتخاب و به مجلس شورای اسلامی معرفی شده بودند.
2. نقض این قواعد از سوی سید ابراهیم رئیسی از آن جهت که همزمان با کاندیداتوری در انتخابات سیزدهم ریاست جمهوری، منصب ریاست قوه قضائیه را هم در اختیار داشته و از این ناحیه مقامات قضایی رسیدگی‌کننده به جرایم و تخلفات انتخاباتی را تعیین کرده و بر تصمیمات آنان نیز نظارت قضایی داشته است.[۱۵۳]

یک روز پیش از مراسم تنفیذ حکم ابراهیم رئیسی، سازمان عفو بین‌الملل در توییت خود نوشت: «جنایات علیه بشریت» بر این مراسم سایه انداخته است، این سازمان خواستار انجام «تحقیقات کیفری» به دلیل نقش رئیسی در «جنایات علیه بشریت» در رابطه با «کشتار ۶۷» شده است.

## ریاست‌جمهوری
حکم ریاست‌جمهوری رئیسی در ۱۲ مرداد ۱۴۰۰ در مراسمی از سوی رهبر جمهوری اسلامی تنفیذ شد و او به عنوان هشتمین رئیس‌جمهور ایران آغاز به کار کرد. مراسم تحلیف او در ۱۴ مرداد ۱۴۰۰ در مجلس شورای اسلامی برگزار شد. رئیسی در این مراسم دولت خود را مدافع حقوق بشر خواند و از دیپلماسی با هدف لغو تحریم‌ها علیه ایران و بهبود روابط این کشور با کشورهای منطقه استقبال کرد. مقام‌های کشوری و لشکری و مهمان‌های خارجی از جمله رؤسای جمهوری افغانستان و عراق، نخست وزیران ارمنستان و الجزایر، رئیسان مجلس ترکیه، سوریه، نیجر، ازبکستان و تاجیکستان، رئیس سنای پاکستان، معاون رئیس‌جمهور ونزوئلا، وزیران امور خارجه بوسنی و هرزگوین، بولیوی، کویت، نیکاراگوئه و عمان و قائم‌مقام سیاست خارجی اتحادیه اروپا از جمله مهمانان این مراسم بودند.
ابراهیم رئیسی کلمات زیادی را در زمان تبلیغات انتخابات ریاست‌جمهوری و بعد از آن به غلط خوانده مانند لِکنت (لُکنت)، لکوموتیر (لوکوموتیو)، گاماباتا (مگابایت)، پرپکانی (پروپاگاندا)، آمگوزمان (آمبودزمان)، مگاواماتاس (مگاوات) و شیخ طوطی (شیخ رمضان البوطی).

### امور داخلی

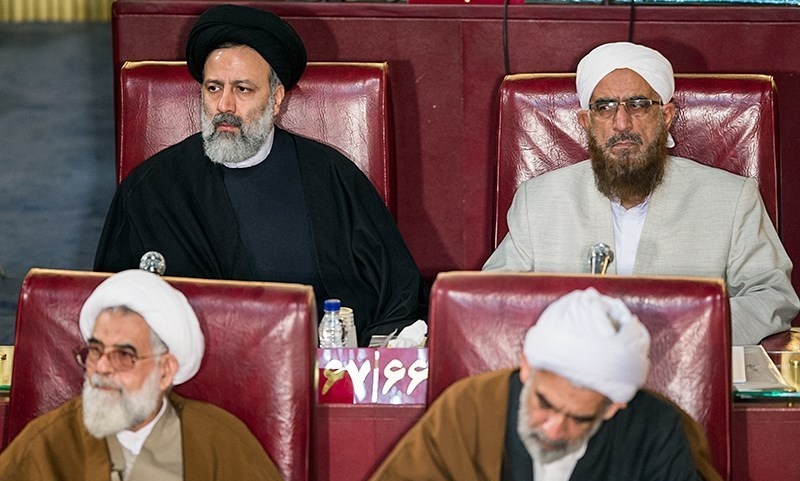
رئیسی در افتتاحیه هفدهمین اجلاس خبرگان رهبری

دلار آمریکا که در زمان تحلیف رئیسی در ۱۳ مرداد ۱۴۰۰، ۲۵ هزار و ۶۵۰ تومان بود، تا دی ۱۴۰۱ به رقم بی‌سابقه ۴۵ هزار تومان رسید و در پی آن علی صالح‌آبادی رئیس کل بانک مرکزی ایران استعفا داد. رئیسی محمدرضا فرزین را به جای او منصوب کرد که وعده داد نرخ دلار را به مبلغ ۲۸ هزار تومان تثبیت کند. در ۷ اسفند آن سال دلار به نرخ بی‌سابقه ۶۰ هزار تومان هم رسید و پس از مدتی به ۵۰ هزار تومان بازگشت.
از از اوایل فرودین ۱۳۹۷ بانک مرکزی ایران برای کنترل قیمت کالاهای اساسی، نهاده‌های دامی، دارو و تجهیزات پزشکی ارز ترجیحی ۴۲۰۰ تومانی با نرخ پایین‌تر از بازار آزاد پرداخت می‌کرد. در اردیبهشت ۱۴۰۱، دولت رئیسی اعلام کرد قصد دارد ارز ترجیحی برای آرد حذف و قیمت آن را آزاد کند و به مردم برای جبران آن یارانه پرداخت کند. حذف ارز ترجیحی در کنار آزادسازی بهای آرد مصرفی صنف و صنعت که در زمان تورم بالای و سقوط ارزش ریال انجام شد؛ قیمت برخی مواد خوراکی در ایران را افزایش داد. از جمله قیمت نان فانتزی، روغن خوراکی، آرد، ماکارونی، شیر، مرغ و تخم مرغ چند برابر شد. افزایش مواد خوراکی از عوامل نارضایتی مردم و بروز اعتراضات معیشتی در بهار سال ۱۴۰۱ شد. اعتراضات به گرانی مواد خوراکی ابتدا از استان خوزستان شروع شد و به سراسر ایران گسترش یافت.
در شهریور سال ۱۴۰۱، یکی از بزرگ‌ترین ناآرامی‌های داخلی ایران را فرا گرفت؛ اما با وجود بلندتر شدن فرخوان‌ها برای تغییر حکومت از سوی معترضان، رئیسی برخلاف اسلاف خود در اعتراضات پیشین، چندان هدف اعتراض قرار نگرفت و تا حد زیادی با بی‌اعتنایی مواجه شد. به نوشته فایننشل تایمز، عدم محبوبیت رئیسی در میان منتقدان حکومت کمتر نیست ولی این مسئله نشان می‌دهد که بسیاری از ایرانیان معتقدند او برنامه ای از خود ندارد، نشانه ای از تفکر و کنش خود نشان نمی‌دهد و تنها مجری اوامر رهبر و دیگر مراکز تندروی قدرت است.
دولت رئیسی در سال ۱۴۰۱ شروع به فروش برخی دارایی‌های دولت در قالب طرح هیئت عالی مولدسازی دارایی‌های دولت کرد.

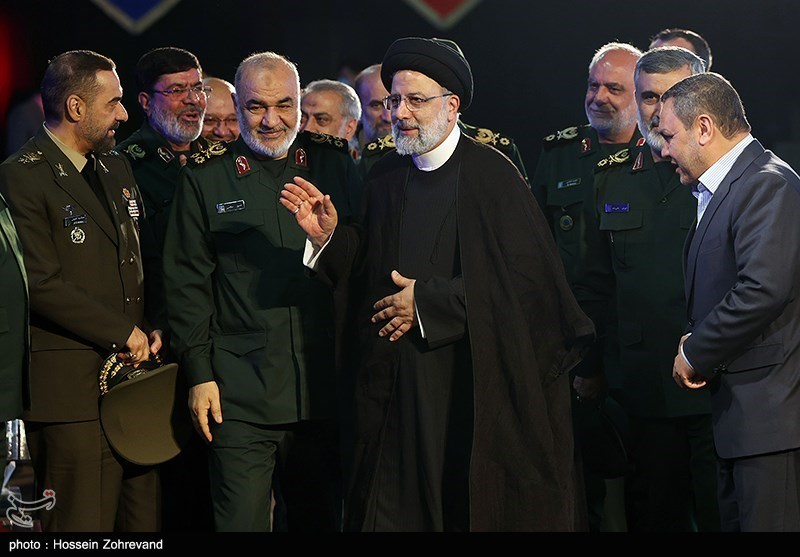
رئیسی در سالن نمایش موشک هایپرسونیک فتاح همراه با حسین سلامی

پیش از روی کار آمدن دولت رئیسی با وضع مجدد تحریم‌های آمریکا در سال ۲۰۱۸ توسط دولت ترامپ، کاهش فروش نفت منجر به کاهش تولید ناخالص ملی ایران شده بود. همچنین اقتصاد ایران لطمات سنگینی از بروز دنیاگیری کووید ۱۹ دید. با تسهیل شدن محدودیت‌های کووید ۱۹ در جهان در سال ۲۰۲۱، نیاز جهانی به نفت افزایش یافتو دولت بایدن هم با وجود حفظ سیاست فشار حداکثری سلف خود تحریم‌ها را به شدت قبل اعمال نکرد. این باعث شد صادرات نفت ایران به‌طور قابل توجهی افزایش یابد و ظرف سه سال سه برابر شود، که به همراه افزایش قیمت نفت باعث شد درآمدهای نفتی ایران که در سال ۲۰۲۰ به پایین‌تر مقدار خود (۷٫۹ میلیارد دلار) رسیده بود به ۲۵٫۳ میلیارد دلار در سال ۲۰۲۱ که مشابه سال ۲۰۱۵ (سال پیش از شروع برجام) بود افزایش پیدا کند. چین تقریباً تنها خریدار نفت ایران در این دوره بوده است.
در سال ۱۴۰۳، دولت رئیسی قصد داشته با افزایش شدید نرخ مالیات‌ها ناترازی بودجه ۱۴۰۳ را رفع کند. بیشتر این مالیات‌ها بر دوش شرکت‌ها و بنگاه‌های اقتصادی خصوصی قرار دارد در حالی که بسیاری از نهادها و بنگاه‌های اقتصادی حکومت از مالیات معافند.
در ماه‌های پایانی ریاست جمهوری ابراهیم رئیسی، دولت او گشت ارشاد را با نام طرح نور احیا کرد. در اجرای این طرح، خشونت‌های کم‌سابقه‌ای توسط مأموران فراجا نسبت به زنانی که مخالف حجاب اجباری بودند اعمال شد.

### امور خارجی
در دوره ریاست‌جمهوری رئیسی، ایران با پیروی از دستورهای رهبر جمهوری اسلامی ایران، سیاست خارجی رویکرد به سوی آسیا و نگاه به شرق را از نظر اقتصادی و ژئوپلیتیک پی گرفته است. او پس از رسیدن به ریاست‌جمهوری سیاست خود را کاهش تمرکز بر رسیدن به یک توافق با قدرت‌های غربی و تمرکز بر همسایگان اعلام کرد. تحریم‌های آمریکا همچنان اثر شدیدی بر اقتصاد ایران دارند و این رویکرد هنوز نتیجه چندانی از نظر اقتصادی برای ایران به همراه نداشته است.دولت رئیسی سعی دارد از طریق دلارزدایی از تجارت و راه‌اندازی پرداختی خارج از نظام مالی بین‌المللی اثرات تحریم‌ها را کاهش دهد.
رئیسی همچون سید علی خامنه‌ای، نسبت به مقاصد غرب در خصوص برنامه هسته‌ای بدبین بود. مذاکرات ایران با ۶ قدرت جهانی برای احیای توافق هسته ای (برجام) که در دولت روحانی شروع شده بود پس از مدتی وقفه از آذر ۱۴۰۰ در دولت رئیسی دوباره آغاز شد و تا پایان دوره او بی‌نتیجه ادامه داشت. ایران و آمریکا در سپتامبر ۲۰۲۳ توافق کردند پنج زندانی آمریکایی در ایران و پنج ایرانی زندانی در آمریکا آزاد شوند و ایران به ۶ میلیارد دلار درآمد نفتی مسدود شده خود برای هزینه در امور بشردوستانه دسترسی پیدا کند.
رئیسی از حامیان رابطه ایران با چین و موافقت‌نامه ۲۵ ساله ایران و چین بود. او در سال ۲۰۲۳ از چین دیدار کرد که نخستین دیدار یک رئیس‌جمهور ایران از چین پس از ۲۰ سال بود. با وجود انتظارات بالا نسبت به روابط ایران و چین، حجم روابط اقتصادی دو طرف از زمان روی کار آمدن رئیسی جهش بزرگی نداشت و سرمایه‌گذاری‌های مورد انتظار محقق نشد، در حالی که گسترش روابط چین با همسایگان ایران از جمله عربستان سرعت بالایی در همین دوره داشت. چین در سال اول ریاست‌جمهوری رئیسی تنها ۱۹۲ میلیون دلار آمریکا در ایران سرمایه‌گذاری کرد.
رئیسی سعی کرد روابط با کشورهای همسایه در خلیج فارس را بهبود دهد، تلاشی که به نظر می‌رسد ناشی از اولویت دغدغه‌های اقتصادی داخلی بر رقابت‌های سنتی منطقه‌ای باشد. ایران در مارس ۲۰۲۳ با میانجیگری چین با عربستان سعودی برای برقراری مجدد روابط پس از ۷ سال به توافق رسید که ممکن است منعکس کننده همین رویکرد باشد. در پی این توافق سلمان بن عبدالعزیز، پادشاه عربستان در نامه‌ای رئیسی را برای دیدار از این کشور دعوت کرد که مورد پذیرش او قرار گرفت. دولت رئیسی برای کاستن از اعتراضاتی که با آن روبه روست نیاز شدیدی به یک محرک اقتصادی داشت و بهبود روابط با عربستان ممکن بود فرصت‌های تجاری جدیدی بین ایران و کشورهای عرب خلیج فارس که پیشتر برای معامله با ایران راغب نبودند ایجاد کند. در ژوئن ۲۰۲۳، وزیر امور خارجه عربستان پس از هفت سال به ایران سفر و با رئیسی دیدار کرد. در مه ۲۰۲۳ رئیسی نخستین رئیس‌جمهور ایران شد که پس از شروع جنگ داخلی سوریه به این کشور سفر کرد که از سوی این دو کشور یک دستاورد سیاسی قابل توجه قلمداد شد. او در دمشق جلساتی با رؤسای سازمان‌های فلسطینی و حزب‌الله داشت. ایران سعی در تعمیق همکاری نظامی و امنیتی و نیز اقتصادی خود با سوریه در میانه بهبود روابط این دو کشور با کشورهای عربی دارد. بحران‌های اقتصادی که این دو کشور دچار آنند و تحریم‌های اقتصادی این که صرف این سفر به جهش قابل توجهی در روابط دو کشور بینجامد را نامحتمل می‌کند.
در دوره ریاست‌جمهوری رئیسی، آسیای میانه از اولویت‌های سیاست خارجی ایران بود. در دوره افول حضور روسیه در این منطقه و رقابت رقبایی چون چین و ترکیه، ایران سیاست خارجی فعالی را در این منطقه پی گرفت. رئیسی پس از رسیدن به ریاست‌جمهوری در اولین سفر خارجی خود به تاجیکستان رفت و روابط دو کشور گرمی گرفت. او اولین رئیس‌جمهور ایران شد که پس از دو دهه به ازبکستان سفر کرد. او همچنین با رؤسای‌جمهور قزاقستان، ترکمنستان و قرقیزستان دیدار کرد. انزوای فزاینده ایران و بن‌بست در مذاکرات هسته‌ای و تحریم‌های آمریکا و اتحادیه اروپا علیه ایران به خاطر کمک نظامی آن به روسیه و تلاش حکومت برای افزایش محبوبیت خود در میانه نارضایتی داخلی از جمله عوامل رویکرد ایران به آسیای میانه بوده است.
رئیسی در ژوئن ۲۰۲۳ با هدف تقویت روابط سیاسی و اقتصادی با همپیمانان ضد غربی ایران به سه کشور آمریکای لاتین -ونزوئلا، کوبا و نیکاراگوئه- سفر کرد.
در ۴ ژوئیه ۲۰۲۳، ایران به عضویت کامل سازمان همکاری‌های شانگهای درآمد و رئیسی در نشست سران این سازمان از طریق ویدئو کنفرانس سخنرانی کرد. در سفر رئیسی به آفریقای جنوبی در اوت ۲۰۲۳ برای شرکت در اجلاس سران بریکس که گروهی متشکل از اقتصادهای نوظهور است، درخواست عضویت ایران را که در ۲۰۲۲ ارسال شده بود پذیرفت. رئیسی از طریق تلاش در عضویت در چنین پیمان‌های منطقه‌ای سعی داشت این پیام را به آمریکا و اتحادیه اروپا بدهد که ایران بدون احیای برجام از انزوای سیاسی خارج شده است.
رییسی در سال ۲۰۲۲ در نشست سران مجمع عمومی سازمان ملل متحد در نیویورک شرکت کرد و با رهبرانی چون امانوئل ماکرون، رئیس‌جمهور فرانسه، شارل میشل، رئیس شورای اتحادیه اروپا، رئیس‌جمهوری بولیوی، نخست‌وزیر پاکستان، رئیس‌جمهوری سوئیس و نخست‌وزیر عراق دیدار کرد. مخالفان حکومت ایران در اعتراض به این سفر در نیویورک تجمع کردند. او در نشست سال ۲۰۲۳ نیز شرکت کرد.

### سفرهای استانی
سید ابراهیم رئیسی، رئیس‌جمهور جدید جمهوری اسلامی ایران در نخستین سفر استانی خود، به استان خوزستان سفر کرد.رئیسی همچون سایر رؤسای‌جمهور ایران طی مدت ریاست‌جمهوری از استان‌های مختلف ایران بازدید میدانی انجام داد. در یکی از سفرهایش به اهواز، فعالان توئیتری اهواز با راه‌اندازی پویشی به نام «#اهواز_تشنه_عمل»، ضمن بیان مطالبات خود از رئیس‌جمهور عملاً این موضوع را در فضای مجازی به صورت پر حجم و با فراوانی بالا مورد نمایش قرار دادند که صرفاً یک حضور و یک سفر نمی‌خواهند. فراوانی استفاده این هشتگ در شبکه‌های اجتماعی تلگرام، توییتر و اینستاگرام مختلف است.رئیس شورای اطلاع‌رسانی دولت در واکنش به هشتگِ اهوازی‌ها طی توئیتی نوشت که خوزستان واقعاً تشنه عمل است و به مشکلات این شهر ازجمله فاضلاب شهری و عقب افتادگی‌ها پرداخت.

## مرگ و تشییع

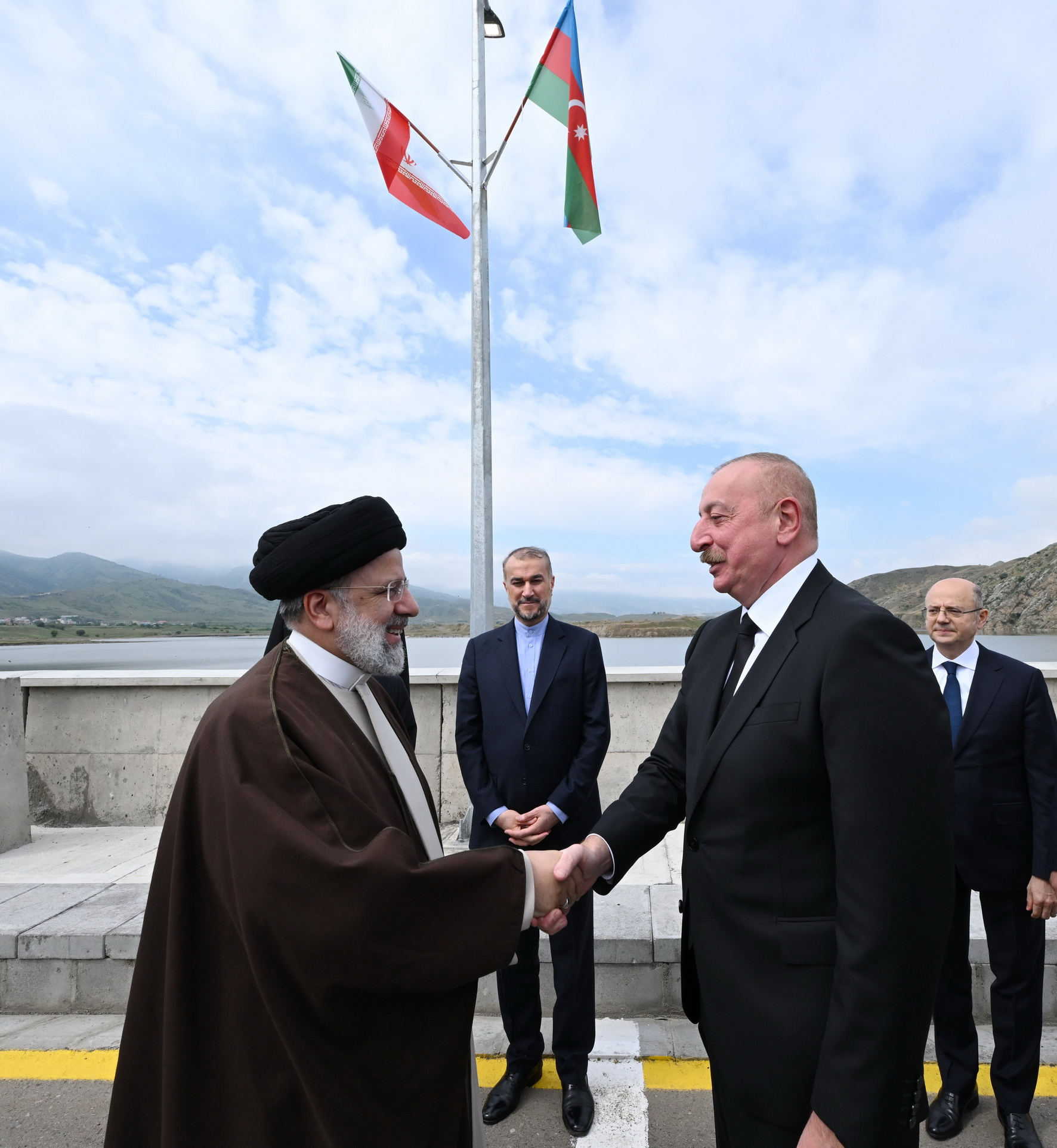
رئیسی به همراه الهام علی‌اف در مرز آذربایجان در ۳۰ اردیبهشت ۱۴۰۳، ساعاتی پیش از کشته شدن

بسیاری از خبرگزاری‌های وابسته به حکومت ایران در ابتدا خبر سقوط هلیکوپتر رئیسی را تکذیب کردند.

پیش از نیمروز ۳۰ اردیبهشت ۱۴۰۳ رئیسی برای افتتاح سد قیز قلعه‌سی به آذربایجان شرقی سفر کرد. در مسیر بازگشت بالگرد حامل او در جنگل‌های ارسباران دچار سانحه شد. سید محمدعلی آل‌هاشم امام‌جمعه تبریز، حسین امیرعبداللهیان وزیر امور خارجه، مالک رحمتی استاندار آذربایجان شرقی و چند تن دیگر، همراه او در بالگرد بودند. گروه‌های امدادی بلافاصله به محل سانحه بالگرد اعزام شدند؛ اما شرایط آب و هوایی تلاش برای امدادرسانی را با سختی روبرو کرده بود.
صبح روز ۳۱ اردیبهشت، پس از پیدا کردن محل وقوع سانحه و یافتن لاشهٔ بالگرد حامل سید ابراهیم رئیسی، خبر کشته شدن او و همراهانش منتشر شد. وی پس از محمدعلی رجایی دومین رئیس‌جمهور ایران است که در زمان ریاست جمهوری کشته می‌شود. علیرغم اعلام منابع حکومتی، منابع ترکیه مدعی شدند پهپاد بیرقدار آکینجی مختصات محل سقوط را یافته و به ایران گزارش داده است.
در پی تأیید درگذشت رئیسی، خامنه‌ای پنج روز عزای عمومی اعلام کرد. در پی اعلام خبر درگذشت رئیسی، صدها تن در میدان ولی‌عصر در سوگ رئیس‌جمهور تجمع کردند. در جلسه مجلس خبرگان رهبری در ۱ خرداد، تصویر تزیین‌شده رئیسی با گل بر روی صندلی وی قرار گرفت. در نشست شورای امنیت سازمان ملل متحد به احترام رئیسی یک دقیقه سکوت شد.
مرگ رئیسی با واکنش‌های متفاوتی در میان مردم ایران مواجه شد؛ برخی عزاداری کردند و برخی دیگر خوشحال شدند. خانواده‌های دادخواه با رقص و شادی خوشحالی خود را ابراز داشتند که با تهدید مقامات جمهوری اسلامی به بازداشت روبرو شدند. رهبران و مقامات چندین کشور و سازمان‌های بین‌المللی تسلیت و همدردی خود را ابراز کردند. شماری از مقامات و قانون‌گذاران اروپایی و پارلمان اروپا از جمله گابریلیوس لندزبرگیس وزیر امور خارجه لیتوانی، چارلی وایمرز عضو پارلمان اروپا از همدردی و اظهار تاسف خودداری کردند.
مراسم تشییع جنازهٔ قربانیان از ۱ خرداد در تبریز آغاز شد. در راهپیمایی تشییع جنازه، جمعیتی حدود ده‌ها هزار نفری حضور داشتند. روز چهارشنبه ۲ خرداد در کل کشور تعطیل رسمی اعلام شد. پیکر رئیسی و امیرعبداللهیان به تهران و سپس قم منتقل شد و مراسم تشییع دیگری در ۲ خرداد به امامت خامنه‌ای و با حضور مخبر و مقامات داخلی و خارجی از جمله اسماعیل هنیه رهبر حماس و شهباز شریف نخست‌وزیر پاکستان در دانشگاه تهران برگزار شد. شرکت‌کنندگان مراسم تشییع جنازه در تهران نیز ده‌ها هزار نفر برآورد شد. جمعیت حاضر در بلوار اصلی تهران نیز صدها هزار نفر برآورد شد. با این حال، مشارکت مردم در این مراسم به‌میزان قابل توجهی کمتر از شرکت‌کنندگانِ مراسم تشییع قاسم سلیمانی در سال ۱۳۹۸ بود. پیکر رئیسی در ۳ خرداد وارد بیرجند و سپس به زادگاهش مشهد منتقل و همان روز در حرم امام رضا دفن شد.
حدود یک سال پس از مرگ رئیسی، در رسانه‌های ایران گزارش شد که به‌دلیل نوع حادثه بخش‌هایی از بدن رئیسی هنوز در محل سقوط یافت می‌شود.

## مواضع

### سیاسی
رئیسی مدافع تفکیک جنسیتی در ایران بود. او در مرداد ۱۳۹۳ در جمع خبرنگاران دربارهٔ اجرای طرح تفکیک جنسیتی در شهرداری تهران گفت: «به نظر من اینکار حرکت بسیار خوبی است؛ زیرا قاطبه زنان برای انجام یک کار بهتر به یک فضای کاملاً آرام و مناسب نیازمند هستند. جلوگیری از اختلاط زن و مرد در محیط اداری به این جهت است که زن و مرد بتوانند خدمت‌رسانی بهتری به مردم داشته باشند و این کار یک حرکت خوب در جهت ایجاد فضای مناسب کار و تلاش برای بانوان است.» او در سال ۱۳۸۰ دربارهٔ حکم قطع دست سارق گفت: «اگر حکم صادره از سوی قاضی قطعیت پیدا کند باید اجرا شود ضمن اینکه مواردی مانند قطع دست سارقان در گذشته نیز وجود داشته و تنها برای روزهای اخیر نیست.» او همچنین گفت این کار براساس حدود الهی بوده و «این حدود الهی از افتخارات بزرگ ماست» و مجازات سرقت باید بر اساس شرایطی که قانون مشخص کرده و همچنین مواردی که برای قاضی اثبات شود تعیین می‌شود.
رئیسی از مدافعان اسلامی‌کردن دانشگاه‌ها و افزایش نشاط، فعالیت و امید در دانشجویان، بازنگری در اینترنت برای استفاده اقتصادی از آن و جلوگیری از ایجاد آسیب‌های اجتماعی و معامله مواد مخدر از طریق آن، و مقابله با فرهنگ غربی برای «جلوگیری از فروپاشی ساختارهای اجتماع» بود. رئیسی از مخالفان کنسرتهای هنجارشکن است و در این باره گفته است: «ما معتقدیم که کنسرت، دو قسم است؛ کنسرت مطابق با هنجار و هنجارشکن که من به دنبال ایجاد و توسعه کنسرت مطابق با هنجار هستم ولی کنسرت هنجارشکن را هیچ‌کس در کشور قبول ندارد.» رئیسی در مناظره انتخابات ریاست جمهوری ۱۴۰۰ بیان داشت: «ما گشت ارشاد خواهیم داشت، اما برای مدیران»، وی همچنین گفت: «اگر دولتمردان خوب عمل کنند، مردم خوب عمل خواهند کرد».

### اقتصادی
رئیسی در اظهارنظری گفت در صورت استمرار تحریم اقتصادی باید آن را یک فرصت برای توانمندی اقتصادی تلقی کرد و «به جای اینکه کوتاه بیاییم باید خود را مقاوم کنیم.» او گفت «آن روزی تهدید کارساز خواهد بود که اظهار ضعف کنیم. اگر با قدرت به دنبال تقویت توانمندی‌های خود باشیم و از ضعف‌ها بکاهیم دشمن نمی‌تواند کاری بکند». او در مصاحبه‌ای بعد از انتخابات سال ۹۶ در مورد علت حضورش در انتخابات گفت: «واقع مطلب این است که انقلاب اسلامی در عرصهٔ مدیریت کشور پس از سال‌ها هنوز نتوانسته است طرح خود را به‌صورت کامل ارائه دهد. الگوهایی از مدیریت انقلابی وجود دارد و آثار خوبی خلق کرده است ولی به‌عنوان یک جریان غالب نه خود را کاملاً شناسانده است و نه بر فرهنگ مدیریتی و اجرائی کشور حاکم شده است. ریشه‌های مشکلات کشور شناخته‌شده نبودن این نوع از مدیریت عقلانی و انقلابی و جاری نشدن آن در ساختارهای مدیریتی کشور است. من عقیده دارم انقلاب اسلامی حتی به کسانی که به این انقلاب اعتقاد ندارند بیشترین خدمت را کرده است و وظیفه هم دارد بکند، منتها این پروژه هنوز کامل نیست و خلأهایی دارد که باید پوشانده شود، همین موجب ناکارآمد نشان دادن انقلاب و نظام می‌شود.» او در مورد دو تفکر رقیب در کشور می‌گوید: «اساساً برخی از منازعات سیاسی در کشور به تقابل دو نوع نگاه برمی‌گردد؛ یک نگاه که می‌گوید انقلاب اسلامی الگویی برای ادارهٔ کشور دارد که متفاوت از نظام سرمایه‌داری است و یک نگاه که نه از خلاقیتی برخوردار است و نه حاضر است دربارهٔ نوع مدیریتی که تفکر انقلابی ارائه می‌دهد بیندیشد و تنها راه بقاء را توجه به اراده بیگانگان می‌داند. من به این انتخابات قدم گذاشتم که بگویم رفتار و مدیریت انقلابی آن تصویری نیست که دشمنان آن ساخته‌اند و گام اول برای اینکه وضعیت کشور اصلاح شود اصلاح این تصویر است.»
رئیسی در آخرین مناظره تلویزیونی‌اش، با بیان اینکه اگر اف‌ای‌تی‌اف (FATF) منافع ملت را تأمین کند با آن مخالفتی نخواهد داشت، رقبایش را متهم کرد که بر اساس «ذهن خوانی»، او را در مقابل این لایحه قرار داده‌اند. او همچنین با بیان اینکه با برجام و ۹ بندی که رهبری تأیید کرده است، موافق است، گفت برجام را یک دولت مقتدر می‌تواند به اجرا درآورد. رئیسی همچنین با بیان اینکه هر دولتی که سر کار بیاید باید تمام تلاشش را برای رفع تحریمهای ظالمانه انجام دهد، ابراز کرد که در عین حال نباید اقتصاد کشور را مشروط به رفع تحریم، کرونا و سیل کرد.

### فرهنگی

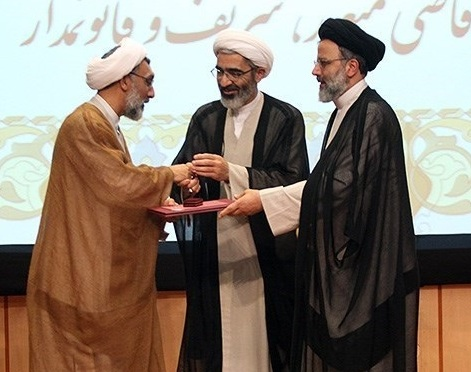
رئیسی و مصطفی پورمحمدی در مراسم تودیع و معارفه رئیس سازمان بازرسی کل کشور

ابراهیم رئیسی پیرامون نقش بانوان در فرهنگ و اقتصاد می‌گوید: «سخن گفتن از فرهنگ و اقتصاد بدون نقش بانوان ناقص است…»، وی همچنین گفت: «کسی به بانوان حقی نداده است، بلکه خداوند به بانوان حق داده و حق زنان خدادادی است و دولت نه تنها نباید این حق را ضایع کند بلکه باید زمینه شکوفایی آن را هم ایجاد کند». وی با اشاره به نقش اقتصاد هنر در اشتغال‌زایی، بیان داشت: «اقتصاد هنر، هم تولید را در کشور رونق می‌دهد و هم اینکه هنرمندان نیازمند کمک دولت نخواهند بود.» رئیسی همچنین بیان داشت: «روشنفکر جامعه قبل از دیگران می‌فهمد و تهدیدات جامعه را دیده‌بانی می‌کند و زود با شعر و هنر خود به جامعه هشدار می‌کند و مانند مؤذن جامعه را از خواب رفتگی نجات می‌دهد»؛ و به گفته وی، حمایت از اهالی فرهنگ و هنر نباید لفظی باشد و باید منجر به عمل شود. از دیدگاه رئیسی، «فرهنگ و هنر نباید در اجرای عدالت و مبارزه با فساد غایب باشد و نقش مهمی در ارزشمند نشان‌دادن قانون‌گرایی و نظارت‌پذیری و ضد ارزش معرفی‌کردن قانون‌گریزی و نظارت‌گریزی دارد».

### سیاست خارجی

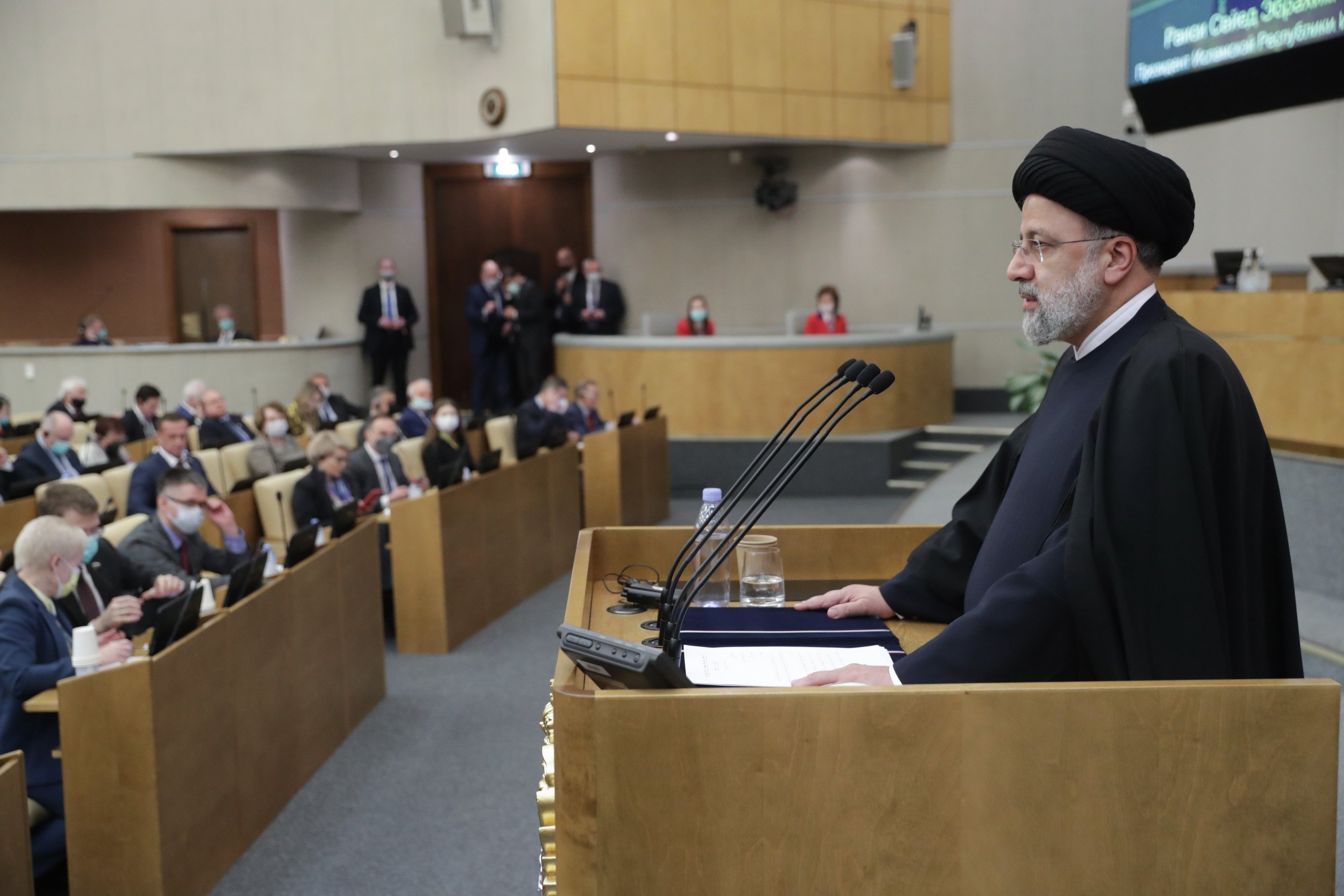
رئیسی در دومای روسیه

خط مشی‌های اعلام شده از سوی رئیسی در حوزه سیاست خارجی کلی و عاری از جزئیات بوده است. محتمل است او به‌طور کامل پایبند به رهبری، نسبت به آمریکا عمیقاً بدگمان، و بسیار نزدیک به سپاه پاسداران باشد. او گفته تعامل با جهان، مخصوصاً با همسایگان، اولویت او خواهد بود. او در یکی از مناظرات انتخابات ۱۴۰۰ روشن کرد که در صورت انتخاب، برجام را پیاده خواهد کرد. برخلاف روحانی، انتظار نمی‌رود رئیسی حامی سرمایه‌گذاری بزرگ غربی در ایران باشد. علی باقری و امیرعبدالهیان که به رئیسی در زمینه سیاست خارجی مشاوره می‌دهند، دیدگاه‌های تهاجمی دارند.
وی در پاسخ به خبرنگاران در مورد سیاست خارجی خود گفت: «ایجاد روابط با هر کشوری به جز اسرائیل». رئیسی پیرامون برنامه‌های خود در حوزه سیاست خارجه، محورهای اساسی را شامل سه مورد می‌داند: «امنیت از موضع اقتدار»، «صلح از موضع قدرت»، و «مذاکره و دیپلماسی از موضع عزت و منفعت». وی پیرامون نحوه اجرا و پیشبرد برنامه جامع اقدام مشترک (برجام)، آن را تحمیل شدنی برنمی‌شمرد، و اشاره می‌نماید: «اجازه نمی‌دهیم برجام به ابزار زیاده خواهی و باج‌گیری از ملت ایران تبدیل شود».

### همجنس‌گرایی
رئیسی اظهارات تبعیض‌آمیزی در مورد همجنس‌گرایی بیان کرد و رابطهٔ هم‌جنسان را یک «پدیده زشت» توصیف کرد. مرکز حقوق بشر در ایران تأکید دارد که این نوع لفاظی باعث تشدید تبعیض و خشونت علیه افراد ال‌جی‌بی‌تی در کشور می‌شود. رئیسی در سفر به اوگاندا، پس از آن که این کشور اخیراً قانونی را برای تعیین مجازات اعدام برای همجنس‌گرایی به تصویب رسانده بود، اظهار داشت: «کشورهای غربی تلاش می‌کنند همجنس‌گرایی را به عنوان یک شاخص تمدن معرفی کنند، در صورتی که این یکی از کثیف‌ترین چیزهایی است که در تاریخ بشر اتفاق افتاده است.»

### هولوکاست
رئیسی مانند دیگر رهبران ایران علناً صحت تاریخی هولوکاست را مورد تردید قرار داد. پس از اینکه در برنامهٔ ۶۰ دقیقه از او پرسیده شد که باور دارد هولوکاست اتفاق افتاده است یا خیر، او گفت: «نشانه‌هایی وجود دارد که این اتفاق انجام گرفته است. اگر این‌طور است باید اجازه دهند درخصوص آن بررسی‌هایی انجام بگیرد.»

## تصویر عمومی

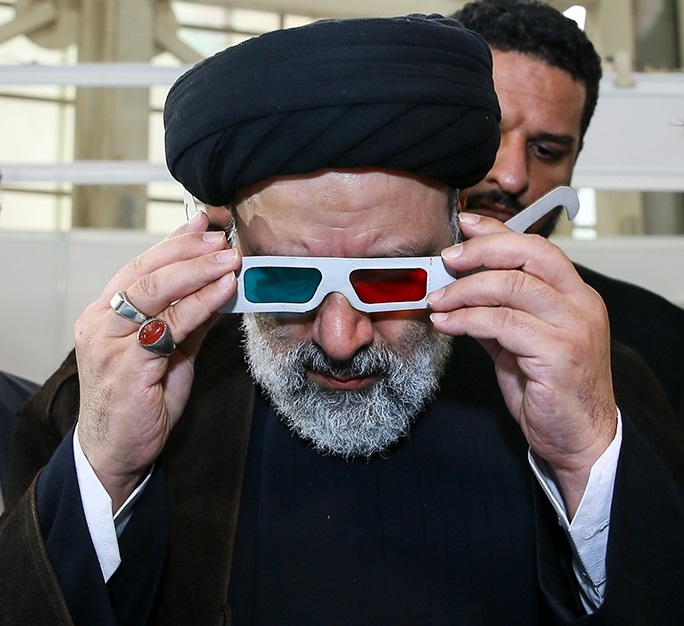
استفاده از عینک سه‌بعدی توسط رئیسی در بازدید از نمایشگاه نانوفناوری

ابراهیم رئیسی پیش از درگذشتش، گزینه پیشتاز جانشینی سید علی خامنه‌ای به عنوان رهبر آینده جمهوری اسلامی ایران بود. در سال ۲۰۱۹ سعید گلکار از الجزیره، رئیسی را «محتمل‌ترین جانشین علی خامنه‌ای» به عنوان رهبر آینده ایران خواند. در سال ۲۰۲۰ دکستر فیلکینز او را به عنوان جانشین خامنه‌ای «که مرتباً از او نام برده می‌شود» توصیف کرد. درگذشت او برنامه‌های تندروها برای جانشینی را برهم زد و رقابت‌های درون اردوگاه آنان برای جانشینی خامنه‌ای پس از درگذشت او را افزایش داده است. مجلهٔ تایم در سال ۲۰۲۱ او را یکی از ۱۰۰ نفر از تاثیرگذارترین افراد در جهان نامید.
اشتباهات کلامی و گفتاری رئیسی مورد توجه رسانه‌ها بوده است. او واژه‌های زیادی را در زمان تبلیغات انتخابات ریاست‌جمهوری و پس از آن به غلط خواند و جملات نامفهومی را بیان کرد. برخی منتقدان او را «بی‌سواد» خواندند. رئیسی در دورهٔ ریاست‌جمهوری مورد انتقاد برخی از اصول‌گرایان بابت برنامه‌ها، عملکرد و وعده‌های ناتمامش بودند. ناکارآمدی دولت او در زمینهٔ اقتصادی آشکار بود.
پس از مرگ رئیسی، مقامات و رسانه‌های جمهوری اسلامی، به شکل گسترده‌ای اقدام به تمجید و آمارسازی و دست‌آوردسازی برای او کردند. برخی از طرفداران نظام وجهه‌ای مقدس از رئیسی ارائه دادند. به باور مسعود آذر در بی‌بی‌سی فارسی، پس از مرگ او انگار با یک «ابراهیم رئیسی» جدید روبه‌رو هستیم که کارنامه قضایی و سیاسی او بازنویسی شده است. او اینک در چشم طرفدارانش هم‌سنگ یک «قدیس» و «معصوم» است.»
مرکز مطالعات بین‌المللی و امنیتی مریلند (CISSM) وابسته به مدرسهٔ سیاست عمومیِ دانشگاه مریلند، نتایج پژوهش‌های خود در افکار عمومی در ایران را به صورت دوره‌ای منتشر می‌کند. تغییرات محبوبیت رئیسی در افکار عمومی ایران براساس یافته‌های این مرکز، به شرح جدول زیر است:
| تاریخ پیمایش                                      | اندازهٔنمونه | حاشیهٔخطا | نگرش‌ها         | نگرش‌ها          | نگرش‌ها         | نگرش‌ها        | نگرش‌ها   | نگرش‌ها     | منبع |
| تاریخ پیمایش                                      | اندازهٔنمونه | حاشیهٔخطا | بسیار علاقه‌مند | تا حدی علاقه‌مند | تا حدی بی‌علاقه | بسیار بی‌علاقه | نمی‌شناسم | نظری ندارم | منبع |
| ------------------------------------------------- | ----------- | -------- | -------------- | --------------- | -------------- | ------------- | -------- | ---------- | ---- |
| ۱۸ اردیبهشت – ۲۱ اردیبهشت۱۳۹۶                     | ۱٬۰۱۵       | ٪±۳٫۱    | ۱۷٫۴٪          | ۳۰٫۹٪           | ۱۵٫۱٪          | ۲۰٫۵٪         | ۱۲٫۶٪    | ۳٫۵٪       |      |
| دوازدهمین انتخابات ریاست‌جمهوری (۲۹ اردیبهشت ۱۳۹۶) |             |          |                |                 |                |               |          |            |      |
| ۱۳۹۶                                              | ۱٬۰۰۴       | ٪±۳٫۱    | ۲۲٫۶٪          | ۳۴٫۰٪           | ۱۳٫۵٪          | ۲۰٫۹٪         | ۵٫۱٪     | ۳٫۹٪       |      |
| ۲۶ دی – ۴ بهمن۱۳۹۶                                | ۱٬۰۰۲       | ٪±۳٫۱    | ۱۹٫۱٪          | ۳۴٫۷٪           | ۱۵٫۱٪          | ۱۹٫۳٪         | ۷٫۶٪     | ۴٫۳٪       |      |
| ۲۸ فروردین – ۱۴ اردیبهشت۱۳۹۸                      | ۱٬۰۰۴       | ٪±۳٫۱    | ۲۱٫۵٪          | ۳۴٫۷٪           | ۱۴٫۷٪          | ۱۶٫۸٪         | ۷٫۳٪     | ۵٫۰٪       |      |
| ۳ شهریور – ۷ شهریور۱۳۹۸                           | ۱٬۰۰۹       | ٪±۳٫۱    | ۲۸٫۰٪          | ۳۵٫۶٪           | ۱۳٫۸٪          | ۱۴٫۰٪         | ۵٫۹٪     | ۲٫۷٪       |      |
| ۱۱ شهریور – ۱۱ مهر۱۳۹۹                            | ۱٬۰۰۵       | ٪±۳٫۱    | ۴۲٫۲٪          | ۳۴٫۶٪           | ۹٫۸٪           | ۱۰٫۰٪         | ۲٫۰٪     | ۱٫۴٪       |      |
| ۷ بهمن – ۱۸ بهمن۱۳۹۹                              | ۱٬۰۰۸       | ٪±۳٫۱    | ۴۱٫۸٪          | ۳۲٫۹٪           | ۱۰٫۷٪          | ۹٫۶٪          | ۲٫۸٪     | ۲٫۲٪       |      |
| سیزدهمین انتخابات ریاست‌جمهوری (۲۸ خرداد ۱۴۰۰)     |             |          |                |                 |                |               |          |            |      |
| ۸ شهریور – ۱۸ شهریور۱۴۰۰                          | ۱٬۰۰۱       | ٪±۳٫۱    | ۴۵٫۴٪          | ۳۲٫۶٪           | ۹٫۲٪           | ۹٫۶٪          | ۰٫۱٪     | ۳٫۲٪       |      |

## زندگی شخصی

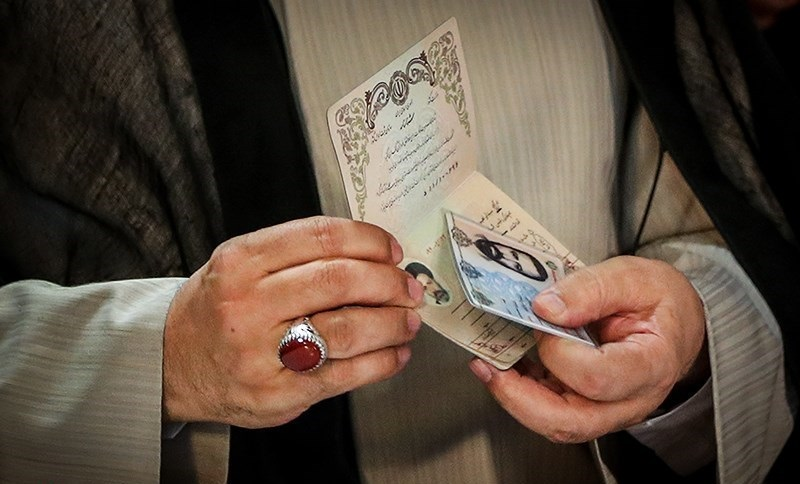
رئیسی درحال نمایش شناسنامه و کارت ملی خود

رئیسی با جمیله علم‌الهدی، دختر سید احمد علم‌الهدی (امام جمعه مشهد و نماینده ولی فقیه در خراسان رضوی) ازدواج کرد. همسر او که در سال ۱۳۸۰ دکترای خود را از دانشگاه تربیت مدرس گرفته، استاد علوم تربیتی دانشگاه شهید بهشتی و رئیس کمیسیون تعلیم و تربیت شورای عالی انقلاب فرهنگی است. رئیسی دو دختر و دو نوه دارد. ریحانه سادات، یکی از دختران وی، در دوره دکترای جامعه‌شناسی دانشگاه تهران تحصیل می‌کند. دختر دیگر رئیسی لیسانس فیزیک از دانشگاه صنعتی شریف دریافت کرده و در زمینه نهج البلاغه ادامه تحصیل داده است. مقداد نیلی احمدآبادی، داماد رئیسی، سردبیر سایت رجانیوز و فرزند حسین نیلی است.

## تاریخچه انتخاباتی
| سال  | انتخابات          | تعداد آراء | درصد  | رتبه | نتیجه  | منبع    |
| ---- | ----------------- | ---------- | ----- | ---- | ------ | ------- |
| ۱۳۸۵ | مجلس خبرگان رهبری | ۲۰۰٬۹۰۶    | ۶۸٫۶  | یکم  | پیروزی | [ ۵ ]   |
| ۱۳۹۴ | مجلس خبرگان رهبری | ۳۲۵٬۱۳۹    | ۸۰٫۰  | یکم  | پیروزی | [ ۶ ]   |
| ۱۳۹۶ | ریاست‌جمهوری       | ۱۵٬۸۳۵٬۷۹۴ | ۳۸٫۲۸ | دوم  | شکست   | [ ۲۶۳ ] |
| ۱۴۰۰ | ریاست‌جمهوری       | ۱۸٬۰۲۱٬۹۴۵ | ۶۲٫۹۰ | یکم  | پیروزی | [ ۲۶۴ ] |
| ۱۴۰۲ | مجلس خبرگان رهبری | ۲۷۵٬۴۶۳    | ۸۲٫۵۷ | یکم  | پیروزی | [ ۲۶۵ ] |

## آثار
وی دارای سخنرانی‌ها و مقالاتی در موضوعاتی از قبیل: تعداد اسباب مسئولیت، مفهوم رهن، بیع فاسد و اقسام آن، مدیریت کارآمد، تاریخ بازرسی در ایران، نظارت اثر بخش، تأثیر متقابل تصمیمات قضائی و اقتصادی و جایگاه نظارت و بازرسی در اسلام است.
کتاب‌های تقریرات درس قواعد فقه (۳ جلدی، در بخش‌های قضایی، اقتصادی و عبادی)، ارث بی‌وارث، تعارض اصل و ظاهر در فقه و قانون از آثار منتشرشدهٔ او است.